# Budizem
Budízem je religija in filozofija, ki izvira iz indijske podceline in obsega raznoterost tradicij, prepričanj ter praks, ki naj bi večinoma temeljile na učenjih Siddharthe Gavtame, bolj znanega po imenu »Buda« (kar v sanskrtu in paliju pomeni »prebujen« ali razsvetljeni). Buda je živel in učil na vzhodnem delu indijske podceline med 6. in 4. stoletjem pr. n. št. Budisti ga priznavajo kot prebujenega ali razsvetljenega učitelja, ki je svoje uvide delil z drugimi, da bi čutečim bitjem pomagal končati njihovo nevednost, hrepenenje in trpljenje, tako da spoznajo soodvisen nastanek in praznino ter na ta način dosežejo nirvano.
Poznamo dve glavni veji budizma: teravada (»šola starešin«) in mahajana (»veliki voz«). Teravada ima veliko število pristašev na Šrilanki in v Jugovzhodni Aziji. Mahajano najdemo v Vzhodni Aziji; vključuje tradicijo čiste dežele, zen, budizem ničiren, tibetanski budizem, šingon ter tendai. Po nekaterih razvrstitvah je vadžrajana—razširjena je predvsem v Tibetu in Mongoliji ter v bližnjih predelih Kitajske in Rusije—znana kot tretja veja budizma, drugi pa jo uvrščajo v mahajano. Obstajajo še druge razvrstitve teh treh vozov (yan).
Budizem še vedno ostaja najbolj priljubljen v Aziji, vendar dandanes lahko obe veji najdemo tudi drugod po svetu. Število budistov po svetu se močno razlikuje glede na to, kako definiramo pripadnost tej veri. Ocena spodnje meje je med 350 in 500 milijoni vernikov.
Budistične šole se razlikujejo po svojevrstnih poteh do odrešitve (nirvane), pomembnosti in zakonitostih raznih učenj in svetih spisov in še zlasti po svojevrstnih praksah. Dve zelo pomembni učenji sta soodvisen nastanek in praznina. Temelji budistične tradicije in prakse so Trije Dragulji: Buda, dharma in sangha (skupnost). »Zatočišče v treh draguljih« je bila včasih obveza in priznanje, da posameznik stopa po budistični poti in je hkrati tudi glavna razlika med budisti in nebudisti. Druge prakse lahko vključujejo še spoštovanje etičnih predpisov, podporo samostanski skupnosti, odpoved posvetnemu življenju in posvetitev v meništvo, razvijanje pozornosti in izvajanje meditacije, gojenje višje modrosti in razsodnosti, preučevanje svetih spisov, pobožne prakse, obrede, v mahajanski tradiciji pa tudi invokacijo bud in bodhisatev.

## Življenje Bude
Zgodba o Budi se naslanja na biografijo iz Džatak teravadske sekte iz Šrilanke, ki naj bi jo napisal Buddhaghoša v 5. stoletju n. št. Zgodnejši življenjepisi, kot so Buddhačarita, Mahavastu iz šole lokottaravadin in Lalitavistara Sutra iz zgodnje mahajanske / sarvastivadske šole, se vsebinsko razlikujejo od zgodbe iz Džatak. Akademski poznavalci neradi dajejo dokončne sklepe o zgodovinskih dejstvih Budovega življenja. Večina se jih strinja, da je živel, poučeval in ustanovil meniški red, vendar ne sprejemajo soglasno vseh podrobnosti iz njegovih biografij.
Po mnenju britanskega religiologa Michaela Carrithersa obstajajo trdni razlogi za dvom v tradicionalne zgodbe, vendar: »so osnovna dejstva njegovega življenja resnična: rojstvo, zrelost, odpoved, iskanje, prebujenje in odrešitev, poučevanje, smrt.« Prav tako britanska religiologinja Karen Armstrong je v svoji biografiji Bude zapisala: »Zaradi tega je težko napisati Budovo biografijo, ki bi ustrezala sodobnim kriterijem, ker imamo na razpolago zelo malo podatkov, ki so zgodovinsko točni ... [vendar] smo lahko dokaj gotovi, da je Siddhartha Gavtama res obstajal ter da so njegovi učenci po svojih najboljših močeh ohranili njegov spomin in učenja.«
Dokazi iz zgodnjih besedil nakazujejo, da se je Siddhartha Gavtama rodil v 5. stol. pr. n. št. v skupnosti, ki je bila tako geografsko kot tudi družbeno na obrobju severovzhodnega dela indijske podceline. Skupnost je bila majhna republika, kjer je bil njegov oče izvoljen poglavar, ali pa oligarhija, Siddharthov oče pa je bil v tem primeru oligarh.
Po svetih spisih Tripitake (iz palija: »tri košare«) se je Gavtama rodil v Lumbiniju (današnji Nepal) okoli leta 563 pr. n. št, odraščal pa je v mestu Kapilavastu.
V tej zgodbi kmalu po rojstvu princa Gavtame na obisk k očetu, kralju Šuddhodani, pride astrolog in mu prerokuje, da bo Siddhartha postal velik vladar ali pa se bo odpovedal materialnemu svetu in postal svetnik, vendar je vse odvisno od tega, ali bo videl, kakšno je v resnici življenje zunaj zidov palače.
Šuddhodana je bil odločen, da njegov sin postane kralj, zato mu je skušal preprečiti izhod iz palače. Vendar je pri 29 letih, navkljub očetovemu prizadevanju, nekajkrat odšel onstran zidov palače. V seriji srečanj, v budistični literaturi znanih kot štirje prizori, je spoznal trpljenje običajnih ljudi, ko je videl starca, bolnega človeka, truplo in nazadnje še asketskega svetnika, ki je bil na pogled zadovoljen in spravljen s svetom. Te izkušnje so Gavtamo vzpodbudile, da je zapustil kraljevsko življenje in se podal na duhovno iskanje.
Gavtama se je najprej odpravil k priznanim verskim učiteljem tistega časa, postal njihov učenec in osvojil vse meditacijske metode, ki so jih poučevali. Kmalu je ugotovil, da te duhovne prakse ne zagotavljajo trajnega prenehanja trpljenja, zato je še naprej iskal odgovore. Zatem se je lotil ekstremnega asketizma, ki je bil pogosta praksa šraman, verskega gibanja, ki se je razlikovalo od vedske duhovnosti. Gavtama je prestal dolgotrajno postenje, zadrževanje diha ter izpostavljanje bolečini. Pri tem se je skoraj izstradal do smrti. Ugotovil je, da je to prakso preizkusil do njenih skrajnih meja, vendar kljub temu ni končal trpljenja. V ključnem trenutku je sprejel mleko in riž, ki mu ga je ponudila vaška deklica, in spremenil svoj pristop. Posvetil se je meditaciji anapanasati, preko katere je spoznal srednjo pot (sanskrt: madhyamā-pratipad): pot zmernosti, ki vodi med ekstremom hedonizma in samotrpinčenja.
Gavtama je bil sedaj odločen, da dokonča svoje duhovno iskanje. Pri 35 letih se je v vasi Bodh Gaja, v Indiji, usedel pod sveti figovec—poznan tudi kot »drevo bodhi«— in se lotil meditacije, pred tem pa si je zaobljubil, da ne bo vstal preden ne doseže razsvetljenja. Po mnogih dneh mu je končno uspelo zdrobiti umske okove in se odrešiti od cikla trpljenja in ponovnih rojstev ter postati popolnoma razsvetljen (sanskrt: samyaksaṃbuddha). Kmalu zatem je pritegnil skupino privržencev in ustanovil meniški red sangha. Kot Buda je preostanek svojega življenja posvetil poučevanju poti prebujenja, ki jo je bil odkril, in potovanju po severovzhodnemu delu Indije. Umrl je pri 80 letih (483 pr. n. št.) v Kušinagarju, Indiji. Južno vejo izvornega svetega figovca, poznano kot Džaja Šri Maha Bodhi, so budistični menihi prenesli v Anuradhapuri, na Šrilanko.

## Budistični pojmi
Pisanje je bilo v Indiji v času Gavtame redek običaj, zato so si vse, kar danes vemo o njem, njegovi učenci skrbno zapomnili. To znanje se je nato ohranjalo preko ustnega izročila, dokler ga niso zapisali—verjetno med 1. stoletjem n. št.
Beseda »budizem« je relativno nova. Prvič se je pojavila leta 1801 v britanskem slovarju Oxford English Dictionary (zapisana kot »boudhism«). Pred tem je bil tudi na zahodu budizem znan predvsem po izvornem imenu, buddha-dharma (»Budova dharma«).
Trije dragulji, tj. Buda, dharma in sangha, so poleg pojmov, kot so karma, ponovno rojstvo (reinkarnacija) in izvajanje joge, obstajali še pred rojstvom Gavtame, vendar so kasneje postali del budizma.

### Življenje in svet

#### Karma
Karma (iz sanskrta: 'dejanje, delo(vanje)') je v budizmu gonilna sila samsare—kroga trpljenja in ponovnega rojstva posameznih bitij. Dobra, vešča dejanja (pali: kusala) in slaba, nevešča dejanja (pali: akusala) v umu obrodijo »semena«, ki dozorijo (vipāka) v tem življenju ali pa v sledečih. Izogibanje nemoralnim dejanjem in izvajanje pozitivnih dejanj se imenuje šila (iz sanskrta: »etično ravnanje«).
V budizmu se karma nanaša na tista dejanja (telesa, govora in uma), ki izvirajo iz namere uma (sanskrt: cetana) in ki povzročijo posledico (ali sad; sanskrt: phala), oziroma rezultat (vipāka).
V teravadskem budizmu ne obstaja božanska odrešitev ali odpuščanje za osebno karmo, ker je karma popolnoma neoseben proces, ki je del ustroja vesolja. V mahajanskem budizmu besedila nekaterih suter (Lotosova Sutra, Angulimalijska Sutra in Nirvanina Sutra) zatrjujejo, da recitiranje ali zgolj poslušanje teh suter lahko odstrani velik del negativne karme. V nekaterih oblikah budizma (npr. v vadžrajani) velja recitacija manter za metodo odstranjevanja slabe karme. Japonski učitelj budizma Čiste dežele, Genšin, je učil, da ima Buda Amida sposobnost uničiti karmo, ki bi sicer posameznika vezala na samsaro.

#### Ponovno rojstvo
Ponovno rojstvo je proces, kjer bitja prehajajo skozi sosledje življenj in se vsakič rodijo v eni izmed številnih možnih čutečih oblik življenja, ki traja od spočetja do smrti. Budizem zavrača pojem o stalnem jazu ali o nespremenljivi, večni duši, kot jo poznata hinduizem ali krščanstvo. Budizem zagovarja, da ne obstaja jaz, ki je ločen od ostalega vesolja (doktrina anatte). Ponovno rojstvo v sledečih življenjih moramo razumeti kot nadaljevanje dinamičnega, nenehno spreminjajočega se procesa »soodvisnega nastanka« (sanskrt: pratītyasamutpāda), ki je pogojen z zakoni vzroka in posledice (karma), zato ni nekakšna transmigracija ali potovanje duše iz enega obstoja v drugega.
Po teravadski tradiciji se vsako bitje ponovno rodi v enega izmed petih svetov ali v enega izmed šestih svetov v drugih tradicijah. Ti svetovi so podrobneje razdeljeni na 31 ravni obstoja:
1. peklenska bitja: prebivalci enega izmed številnih narak (peklov);
2. lačni duhovi: bitja, ki si včasih na mejnem področju delijo prostor z ljudmi, vendar so za večino ljudi nevidna; pomembna vrsta teh bitij je »lačni duh«;[35]
3. živali: si delijo prostor z ljudmi, vendar so drugačna vrsta življenja;
4. ljudje: to je eden izmed svetov, kjer je mogoče doseči nirvano;
5. polbogovi: ta bitja so znana kot nižja božanstva, polbogovi, demoni, titani itd.; teravada (mahavihara) jih ne priznava kot ločen svet;[opomba 4]
6. bogovi (vključno z brahmami): viri ta svet opisujejo kot bivališče raznih božanstev, nadnaravnih bitij in angelov.

Ponovno rojstvo v nekaterih izmed višjih nivojev nebes, poznanih kot Čiste dežele, lahko dosežejo le nepovratniki (sanskrt: anāgāmi), izurjeni budistični mojstri. Ponovno rojstvo v brezobličnem svetu (sanskrt: arūpa-dhātu) lahko dosežejo le tisti, ki so sposobni meditirati na najbolj vzvišene predmete meditacije (sanskrt: arūpajhāna).
V vzhodnoazijskem in tibetanskem budizmu poznajo vmesna stanja (tib.: bardo) med tem in naslednjim življenjem. Ortodoksni teravadski budizem to zavrača, čeprav lahko v Samjutta nikaji, v Palijskem kanonu (zbirka besedil na katerih temelji teravadska tradicija), najdemo odlomke, ki podpirajo idejo, da je Buda učil o vmesnem stanju med življenji.

#### Samsara
Čuteča bitja hrepenijo po užitkih in čutijo odpor do bolečine rojstva in smrti. Ker so ujeta v to vedenje, ohranjajo cikel pogojenega obstoja in trpljenja (sanskrt: saṃsāra) ter ustvarjajo vzroke in pogoje za ponovno rojstvo po smrti. Vsako rojstvo ponovi ta proces cikla, ki si ga budisti želijo končati tako, da izkoreninijo njegove vzroke in pogoje ter izvajajo metode, ki so jih osnovali Buda in kasnejši budistični mojstri.

### Vzroki trpljenja in rešitev iz trpljenja

#### Štiri plemenite resnice
Sodeč po Palijskem kanonu in po Agamah drugih zgodnjih budističnih šol so bile štiri plemenite resnice prvo učenje, ki ga je Gavtama Buda podal po tem, ko je dosegel nirvano. Včasih pravijo, da vsebujejo bistvo Budovih naukov:
1. Življenje kot ga poznamo je ali pa slej ko prej vodi do trpljenja ali notranjega nemira (dukkha).
2. Poželenje povzroča trpljenje. To je pogosto razloženo kot zmotno oklepanje določenega občutka, sebstva, stvari in pojavov, ki jih dojemamo kot vire sreče in nesreče. Hrepenenje ima tudi negativno plat: posameznik lahko hrepeni po tem, da določeno stanje ali stvar ne bi obstajala.
3. Trpljenje se konča, ko se preneha poželenje. To opravimo tako, da izkoreninimo zablodo ali nevednost in na ta način dosežemo osvobojeno stanje razsvetljenja (bodhi).
4. To osvobojeno stanje dosežemo tako, da sledimo poti, ki jo je zasnoval Buda.

To metodo so opisali že zgodnji zahodnjaški učenjaki. Kot uvod v budizem jo poučujejo tudi nekateri sodobni mahajanski učitelji (npr.: 14. dalajlama).
Po mnenju in po drugih interpretacijah budističnih učiteljev in učenjakov, ter nedavno nekaterih zahodnih nebudističnih akademikov, »resnice« niso zgolj trditve, temveč so kategorije ali aspekti, katerim pripada večina pojavov sveta; razvrščeni so v dve kategoriji:
1. Trpljenje in vzroki trpljenja.
2. Prenehanje [trpljenja] in poti, ki vodijo k osvoboditvi od trpljenja.

Macmillanova Enciklopedija budizma »resnice« omeni na sledeč način:
1. »Plemenita resnica, ki je trpljenje.«
2. »Plemenita resnica, ki je pojav trpljenja.«
3. »Plemenita resnica, ki je prenehanje trpljenja.«
4. »Plemenita resnica, ki je pot, ki vodi do prenehanja trpljenja.«

Tradicionalna teravadska razlaga pravi, da so štiri plemenite resnice napredno učenje za tiste, ki so nanj pripravljeni. Vzhodnoazijska mahajanska tradicija pa trdi, da so pripravljalna učenja za višje in bolj obsežne mahajanske nauke.

#### Plemenita osemčlena pot
Plemenita osemčlena pot—četrta izmed Budovih plemenitih resnic—je način prekinitve trpljenja (sanskrt: dukkha). Ima osem členov, vsak izmed njih se začne z besedo »pravilen« (samyak), celotna pot pa se deli na tri skupine, znane tudi kot »tri višja urjenja«. (Opomba: prečrkovanje v paliju se nahaja v oklepaju, takoj za sanskrtskim izrazom):
- modrost (prajñā), ki čisti um in mu omogoči duhovni vpogled v pravo naravo vseh stvari. Vključuje:

1. Pravilen pogled v resnico (dṛṣṭi; ditthi):  dojemanje resničnosti take kot je in ne kot se nam zdi. Pomeni, da verjamemo v principa karme in reinkarnacije in v štiri plemenite resnice.
2. Pravilna namera (saṃkalpa; sankappa):  odpoved krutosti, slabim nameram in čutnim užitkom.

- etika (śīla), morala ali izogibanje nečistih dejanj. Vključuje:

1. Pravilen govor (vāc; vāca): Prepoved laganja, žaljivega govora, opravljanja. Spodbujati govor o tem, kar vodi k odrešitvi.
2. Pravilno delovanje (karman; kammanta): Ne ubijaj. Ne povzročaj poškodb čutnim bitjem. Ne kradi. Menihom je prepovedana spolnost. Laiki ne smejo spolno občevati s poročenimi ljudmi in z neporočenimi ženskami, ki so pod zaščito staršev ali sorodnikov.
3. Pravilno živeti (ājīvana; ājīva): Menihi živijo od miloščine, posedujejo le kar je nujno za vzdrževanje življenja. Laiki naj živijo tako, da niso povzročitelji trpljenja čutnim bitjem, s tem, da jih varajo, poškodujejo ali ubijajo.

- zbranost (samādhi) je umska disciplina, ki je potrebna, da razvijemo nadzor nad našim umom. To je mogoče storiti z izvajanjem raznih analitičnih in meditacijskih praks, ki vključujejo

6. Pravilen trud (vyāyāma; vāyāma): premagovanje čutnosti in vztrajanje v meditaciji.
7. Pravilno zavedanje (smṛti; sati): Um naj ne gre po svoje. Zato se je potrebno vedno zavedati kaj počnemo. Spodbujamo razmišljanja o minljivosti telesa, občutkov in uma. Razmišljamo o petih ovirah, o štirih resnicah in osmih členih prebujenja.
8. Pravilno osredotočanje (samādhi): Pravilna meditacija je meditacija štirih džan  (sanskrt: jhāna). 
Prakso plemenite osemčlene poti lahko razumemo na dva načina: kot istočasno razvijanje poti (vseh osem členov se vadi vzporedno), ali pa kot progresivno serijo stopenj skozi katere se pomikamo—vrhunec razvoja enega člena vodi do začetka razvijanja naslednjega.

#### Štiri neizmernosti
Med iskanjem razsvetljenja je Gavtama združil jogijske prakse njegovega učitelja Kalame, s prakso, ki je kasneje postala poznana kot »štiri neizmernosti«. Gavtama je na ta način »iznašel« novo človeško bitje, človeka brez egotizma. Sodobni vietnamski zen budistični učenjak Thich Nhat Hanh to prakso imenuje »štiri neizmerne misli«: ljubezen, sočutje, radost in enakodušje. Praksa je znana tudi kot brahmavihara, božanska domovanja ali preprosto kot štiri neizmernosti. Izmed štirih misli je verjetno najbolj poznana meditacija ljubeznive prijaznosti ali metta. Štiri neizmernosti se običajno poučuje kot obliko meditacije, ki goji »dobrohotno držo do vseh čutečih bitij.« Budisti na ta način izvajajo sledečo molitev:
1. Naj bodo vsa bitja srečna in naj ustvarjajo vzroke za srečo!
2. Naj bodo vsa bitja osvobojena trpljenja in naj ne ustvarjajo vzrokov zanj!
3. Naj bodo vsa bitja neločljiva od čiste sreče, ki je prosta trpljenja!
4. Naj vsa bitja bivajo v veliki enakodušnosti, ki je prosta navezanosti na bližnje in sovraštva do daljnih![52][53]

#### Srednja pot
Pomembno vodilo budistične prakse je srednja pot, ki naj bi jo Gavtama Buda odkril že pred razsvetljenjem. Srednja pot ima več razlag:
1. Praksa neekstremizma: pot zmernosti, stran od ekstremov hedonizma in telesne samopokore.
2. Nevtralno stališče med določenimi metafizičnimi nazori (npr. da stvari v absolutnem smislu obstajajo ali ne obstajajo).[54]
3. Tolmačenje nirvane (popolnega razsvetljenja), stanja, kjer posamezniku postane jasno, da so vse dvojnosti iluzorne.
4. Praznina je najvišja narava vseh pojavov (v mahajanski veji). To je odsotnost vrojenega obstoja in odsotnost nespremenljivosti (ni substanc, vse se spreminja).

### Narava obstoja
Budistični učenjaki so osnovali izjemno količino intelektualnih teorij, filozofij in pojmov o razlagi sveta, ki jih okvirno imenujemo Abhidharma, poljubno pa budistična filozofija. Nekatere budistične šole odvračajo pripadnike od pretiranega preučevanja doktrin, za druge pa je to bistvenega pomena; kljub temu večina šol sprejema študij doktrin kot sestavni del budistične prakse na določenih stopnjah poti.
V zgodnjih budističnih učenjih, ki si jih do neke mere delijo vse današnje šole, je pojem odrešitve (sanskrt: nirvāṇa)—cilj budistične duhovne poti—tesno povezan s pravilnim razumevanjem vzrokov za pojav umskega trpljenja in neudobja. S spoznanjem prave narave navezanosti razvijemo ravnodušje do predmetov navezanosti ter se na ta način odrešimo od trpljenja (dukkha) in od ciklov ponovnih rojstev (saṃsāra). S tem namenom je Buda svojim učencem priporočal, da v vseh stvareh vidijo značilnosti treh znamenj obstoja, ki so navedena v nadaljevanju.

#### Tri znamenja obstoja
Tri znamenja obstoja so minljivost, trpljenje in nesebstvo.
Minljivost (sanskrt: anitya; pali: anicca) izraža budistično idejo, da so vsi sestavljeni ali pogojeni pojavi (sanskrt: sankhara), vse stvari in izkušnje, nestalni, nestanovitni in minljivi. Vse, kar lahko izkusimo preko naših čutil, je sestavljeno iz delov, obstoj teh pojavov pa je odvisen od zunanjih pogojev. Vse je v nenehnem plimovanju, zato se pogoji, kot tudi pojavi, nenehno spreminjajo. Stvari se nenehno pojavljajo in izginjajo. Ker nič ne traja, tudi objekti ali izkušnje nimajo stalne narave. Po doktrini minljivosti se ta tok življenja uteleša v procesih staranja, cikla ponovnih rojstev (saṃsāra) in v vseh izkušnjah izgube. Doktrina zatrjuje, da je navezanost na stvari jalova in vodi v trpljenje (dukkha), ker je njihova narava nestalna.
Trpljenje (pali: dukkha; sanskrt: duḥkha) je eden izmed osrednjih pojmov budizma. Beseda v paliju in sanskrtu se nanaša na širši sklop izrazov v slovenščini, ki označujejo stanja kot so: trpljenje, bolečina, nezadovoljstvo, žalost, beda, anksioznost, nezadostnost, neudobje, duševna stiska, stres, frustracija itd. Čeprav izraz dukkha v zahodnih jezikih pogosto prevajamo kot »trpljenje«, je njegov filozofski pomen bolj analogen »nemiru« (v smislu stanja vznemirjenosti). Kot tak je »trpljenje« preozek prevod z »negativnimi čustvenimi konotacijami«, ki lahko dajejo napačen vtis, da je budizem pesimističen. Budizem ne želi biti niti pesimističen niti optimističen, temveč realističen. V budistični literaturi, ki je iz palija prevedena v nekatere zahodne jezike, besedo dukkha prevajalci pustijo včasih neprevedeno, da je ne bi oropali polnega spektra njenega pomena.
Nesebstvo (sanskrt: anātman; pali: anattā) je tretje znamenje obstoja. Po skrbnem preiskovanju spoznamo, da ni pojava, ki bi ga lahko označili kot »jaz« ali nečesa, kar je »moje«; te pojme ustvari naš um. V zgodnjebudističnih besedilih nesebstvo ni metafizična trditev, temveč pristop za odrešitev od trpljenja. Pravzaprav je Buda ovrgel metafizični trditvi »imam jaz« in »nimam jaza« kot ontološka stališča, ki nas vežejo na trpljenje. Ko so Budo vprašali, ali je jaz identičen telesu ni želel odgovoriti. S pomočjo analize nenehno spreminjajočih se fizičnih in umskih elementov (skandh) osebe ali objekta, budist pride do zaključka, da se jaz ne nahaja v človeku kot celoti, niti v njegovih posameznih delih.

#### Soodvisni nastanek
Doktrina soodvisnega nastanka (sanskrt: pratītyasamutpāda; pali: paticcasamuppāda; tibetanščina: rten.cing.'brel.bar.'byung.ba; kitajščina: 緣起) je pomemben del budistične metafizike. Uči, da pojavi nastanejo skupaj, v vzajemno soodvisni mreži vzroka in posledice.
Najbolj znana uporaba pojma soodvisnega nastanka je shema dvanajstih vzrokov (iz sanskrta in palija: nidāna pomeni »vzrok«, »temelj«, »vir« ali »izvor«), ki podrobno razlaga cikel trpljenja in ponovnega rojstva (saṃsāra).
Dvanajst vzrokov ali nidān, opisuje vzročne povezave znotraj cikličnega obstoja. Vsaka od spodaj opisanih značilnosti vodi v naslednjo:
1. nevednost (avidyā), zlasti duhovna, nepoznavanje narave resničnosti;[60]
2. tvorbe (saṃskāre), ki so razložene v povezavi s karmo;
3. zavest (vijñāna), zlasti diskriminacijska;[61]
4. ime in oblika (nāmarūpa), ki se nanašata na um in telo;[62]
5. šest čutilnih temeljev (ṣaḍāyatana): čutilni organi in njihove funkcije: oči in vid, ušesa in sluh, nos in voh, jezik in okus, telo in dotik ter umski organ in misel;
6. dražljaj (sparśa) ali »stik«, »vtis« (čutnega objekta);
7. občutek (vedanā): v hedonističnemu tonu (ali je nekaj prijetno, neprijetno ali pa nevtralno);
8. žeja (tṛṣṇā), vendar v budizmu skoraj vedno pomeni hrepenenje ali poželenje;
9. oklepanje (upādāna) ali »navezanost«; beseda pomeni tudi »gorivo«, ki poganja nepretrgan cikel ponovnih rojstev;
10. nastajanje (bhava), dobesedno »bit« (obstoj), teravada razlaga, da ima bhava dva pomena: karma, ki proizvede novo življenje in obstoj kot tak;[63]
11. rojstvo (jāti), vendar se življenje začne že ob spočetju;[64]
12. starost in smrt (jarāmaraṇa) in tudi »žalost«, »žalovanje«, »bolečina«, »melanholija« in »beda« (śokaparidevaduḥkhadaurmanasyopāyāsa).

Čuteča bitja v samsari vedno trpijo, dokler se ne osvobodijo trpljenja tako, da dosežejo nirvano. Odsotnost prvega vzroka (nevednosti) prepreči nastanek sledečih vzrokov in vodi v nirvano.

#### Praznina
Nagardžuna (pribl. 150–250 n. št.), verjetno najbolj vpliven učenjak mahajane, je mahajanskemu budizmu dal pomembne teoretične temelje. Nagardžunov glavni prispevek k budistični filozofiji je sistematična razlaga pojma »praznine« ali śūnyate, ki se pogosto pojavlja tudi v Sutrah Pradžnjaparamite (sanskrt: Prajñāpāramitā).
Pojem praznine združuje druge ključne budistične doktrine, še zlasti »nesebstvo« (anattā) in »soodvisen nastanek« (pratītyasamutpāda) ter s tem izpodbija metafiziko zgodnje budističnih šol sarvastivade in sautrantike. Za Nagardžuno niso le čuteča bitja tista, ki so brez sebstva, temveč so vsi pojavi (dharme) brez »lastne narave« (svabhava) in so zato brez kakršnekoli osnovne esence (substance). Nagardžunova filozofska šola je znana kot madhjamaka (mādhyamaka). Nekatera Nagardžunova besedila se neposredno sklicujejo na mahajanske spise, vendar je svojo filozofijo dokazoval tudi znotraj parametrov, ki so zasnovani v Agamah. Do združitve spisov je verjetno prišel zaradi želje, da bi dosegel skladno tolmačenje z Budovo doktrino, ki je zabeležena v kanonu. Po Nagardžunovemu mnenju Buda ni bil le predhodnik, ampak ustanovitelj sistema madhjamake.
Učenja sarvastivade, ki jih je Nagardžuna kritiziral so oblikovali učenjaki, kot sta bila brata Vasubandhu in Asanga v 4. stoletju, kasneje pa jih je prevzela šola jogačara (yogacara; iz sanskrta: »vadba joge«). Medtem ko so bili pripadniki šole madhjamaka mnenja, da je zagovarjanje obstoja ali neobstoja katerekoli absolutno resnične stvari neprimerno, so nekateri zastopniki jogačare trdili, da je le um in nič drugega absolutno resničen. S to trditvijo se niso strinjali vsi pristaši jogačare, še zlasti Vasubandhu in Asanga. Ti dve filozofski šoli sestavljata temelj poznejše mahajanske metafizike v indijsko-tibetanski tradiciji.
Poleg praznine, mahajanske šole pogosto poudarjajo pojma »izpopolnjen duhovni uvid« (Prajñāpāramitā) in »budova narava« (tathāgatagarbha). V mahajanski filozofiji najdemo neskladne interpretacije budove narave. Pojem izvira iz Abhidharme in iz Budovih izjav v Nikajah, kar je splošna oznaka za zgodnje budistična besedila, ki okvirno sodijo v Sutto Pitako. V tibetanskem budizmu, v tradiciji sakja šole, je budova narava neločljivost jasnine in praznine posameznikovega uma. V njingma šoli se budova narava prav tako na splošno sklada z definicijo sakja šole. V gelug šoli predstavlja potencial čutečih bitij, da se prebudijo, saj so že prazna. V džonang šoli se budova narava nanaša na vrojene lastnosti uma, ki se izražajo kot vsevednost in kot druge podobne sposobnosti, ko odstranimo nakopičene zamračitve. Tathagatagarbha Sutre so zbirka mahajanskih suter, ki predstavljajo edinstven model budove narave. Čeprav je bila ta zbirka v Indiji večinoma prezrta, je vzhodnoazijski budizem tem besedilom dal večji pomen.

### Nirvana
Nirvana (pali: nibanna; sanskrt: nirvāṇa) pomeni »prenehanje«, »ugasnitev«, »pomiritev« hrepenenja in nevednosti ter posledično tudi trpljenja in cikla nenamernih ponovnih rojstev (saṃsāra); na zahodu je pojem poznan tudi kot »prebujenje« ali »razsvetljenje«. Izraz za vse (vključno z Budo), ki so dosegli nirvano, je arhat.
Bodhi je sanskrtski in palijski izraz, ki označuje izkušnjo duhovnega prebujenja arhatov. Bodhi dobesedno pomeni »prebujenje«, vendar ga v zahodnih jezikih bolj pogosto prevajajo kot »razsvetljenje«. V zgodnjem budizmu je bila beseda bodhi sinonim za nirvano; uporabljali so le nekoliko drugačne metafore za opis izkušnje, ki se nanaša na pogasitev rage (»pohlepa«, »hrepenenja«), dose (»sovraštva«, »odpora«) in mohe (»zablode«, »nevednosti«). V kasnejši šoli mahajanskega budizma je bil status nirvane znižan v nekaterih besedilih; pomen nirvane se je nanašal le na pogasitev pohlepa in sovraštva ter je namigoval, da je zabloda še vedno prisotna pri tistemu, ki je dosegel nirvano, zato mora posameznik doseči tudi bodhi, ki izkorenini nevednost:
V mahajani je bil pomemben dogodek, da so začeli ločevati nirvano od bodhija (»prebujenje« od resnice, razsvetljenja) in da so manj poudarjali prvi pojem (Gombrich, 1992d). Izvirno se nirvana in bodhi nanašata na isto stvar; uporabljajo le drugačne metafore za to izkustvo. Kljub temu so v mahajani ta dva pojma ločili in trdili, da se nirvana nanaša le na izkoreninjenje poželenja (strasti in sovraštva), kar privede do rešitve iz kroga ponovnih rojstev. Ta interpretacija prezre še tretji ogenj, zablodo: izničenje zablode je v zgodnjih besedilih identično s tem, kar lahko na pozitiven način izrazimo kot gnozo ali razsvetljenje.
Potemtakem je, po mnenju mahajanskega budizma, arhat dosegel le nirvano in je še vedno podvržen zablodi ali nevednosti, medtem ko bodhisatva ni dosegel le nirvane, temveč tudi polno odrešitev od zablode—dosegel je bodhi in postal buda/Buda. V teravadskem budizmu imata bodhi in nirvana enak pomen kot v zgodnjih besedilih: osvoboditev od pohlepa, sovraštva in zablode.
V budizmu se srečamo tudi z izrazom parinirvana; ta se nanaša na popolno nirvano, ki jo arhat doseže v trenutku smrti, ko fizično telo umre.

### Dobe bud
Budisti verjamejo, da je bil Gavtama Buda prvi, ki je dosegel razsvetljenje v tej budovi dobi, zato mu pripisujejo ustanovitev budizma. Doba bude je časovno razdobje med katerim se ljudje spominjajo in izvajajo učenje prvega znanega bude. Ta budova doba se bo končala, ko bodo izginili vsi dokazi, znanje in učenja Gavtama Bude. To prepričanje zagovarja, da je bilo v človeški zgodovini veliko budovih dob. Gavtama Buda je torej buda trenutne dobe, ki je neposredno ali posredno učil vse druge bude v njej.
Vrh tega, mahajanski budisti verjamejo, da v vesolju obstaja nešteto drugih bud. Teravadski komentar pravi, da se bude na tem svetu pojavijo posamezno, v drugih pa sploh ne. Sklepi o tej temi med raznimi budističnimi šolami odražajo zelo raznolike interpretacije temeljnih izrazov, kot so na primer »sfere sveta«.
Ideja o upadu in postopnemu izginotju učenj je imela precejšen vpliv v vzhodnoazijskemu budizmu. Pristaši budizma čiste dežele menijo, da so propadla do te mere, da so le redki zmožni slediti poti, zato naj bi se bilo verjetno najboljše zanašati na moč Amitabha Bude.

## Praksa

### Pobožnost
Pobožnost je pomemben del prakse večine budistov. Pobožne prakse vključujejo poklone, daritve, romanja in recitiranje svetih besedil ter manter. V budizmu Čiste dežele je glavna praksa vdanost Budi Amitabhi, v budizmu Ničiren pa je poglavitna praksa vdanost Lotosovi Sutri.

#### Joga
Budizem že od nekdaj v svoje prakse vključuje stanja meditativne absorpcije (pali: jhāna; sanskrt: dhyāna). Najstarejši nepretrgan izraz jogijskih idej najdemo v zgodnjih pridigah Bude. Eno od ključnih inovativnih učenj Bude je bilo tudi, da moramo meditativno absorpcijo združiti z osvobajajočim znanjem ali uvidom. Razlika med Budovim naukom in jogo iz zgodnjih brahmanskih besedil je zelo očitna. Meditativna stanja sama po sebi niso cilj in po mnenju Bude nas celo najvišje meditativno stanje ne more odrešiti. Ni cilj popolna ustavitev misli. Manifestirati moramo določeno umsko dejavnost: odrešilni uvid, ki temelji na praksi pozornega zavedanja.
Meditacija je bila ena izmed praks jogijev že stoletja pred Budo Šakjamunijem. Buda je nadgradil jogijsko zanimanje za introspekcijo in še dodatno razvil njihove meditacijske tehnike, hkrati pa je ovrgel njihove teorije o odrešitvi. V budizmu naj bi nenehno razvijali pozornost in jasno védenje (sanskrt: sampajañña); v predbudističnih jogijskih praksah takega predpisa ni. Na primer: jogi v bhramanski tradiciji naj ne bi izvajal duhovne vadbe med iztrebljanjem, medtem ko naj bi budistični redovniki to počeli.
Rezultat meditacije tako znotraj kot zunaj budističnega okvira je religiozno znanje ali »vizija«. Sodeč po Samaññaphala sutti, ta vrsta vizije v adeptu vznikne kot rezultat izpopolnitve meditacije skupaj z izpopolnitvijo discipline (pali: sīla; sanskrt: śīla). Nekatere Budove meditacijske tehnike najdemo tudi v drugih tradicijah njegovega časa, kljub temu pa je bila ideja, da je etika vzročno povezana z dosežkom transcendentne modrosti (pali: paññā; sanskrt: prajñā), izvirna.
Budistični spisi so verjetno najzgodnejša besedila, ki navajajo meditacijske tehnike. Opisujejo meditacijske prakse in stanja, ki so jih poznali že pred Budo, kot tudi tiste, ki so se prvič pojavile v budizmu. Šele dve Upanišadi, ki sta bili napisani po vzponu budizma, vsebujeta natančne opise joge kot metode za odrešitev.
Čeprav v predbudističnih, zgodnjebrahmanskih besedilih ni prepričljivih dokazov za meditacijo, Wynne zatrjuje, da brezoblična meditacija izvira iz brahmanske ali šramanske tradicije; to trditev podpira z močnimi vzporednicami med upanišadskimi kozmološkimi navedbami ter z meditacijskimi cilji dveh Budovih učiteljev, ki so navedeni v zgodnjih budističnih besedilih. Omenja tudi manj verjetne možnosti. V razpravi, da kozmološke navedbe v Upanišadah nakazujejo na kontemplativno tradicijo, trdi tudi, da Nasadija sukta vsebuje dokaze za takšno kontemplativno tradicijo, ki se je pojavila že celo v rigvedskem obdobju,  kar pa je drzna trditev, saj se nanaša na obdobje med 16. in 10. stoletjem pr. n. št., ko je v okviru ustne, nezapisane tradicije nastajalo omenjeno besedilo.

#### Zatočišče v treh draguljih
V večini budističnih ločin je (tradicionalno) prvi korak na budistični poti zatočišče v treh draguljih (sanskrt: tri-ratna; pali: ti-ratana), ki predstavlja temelj posameznikove verske prakse. Madžhima nikaja, eno izmed zgodnjih budističnih besedil, omenja tudi prakso, kjer starši mladih ali še nerojenih otrok vzamejo zatočišče v njihovem imenu. Tibetanski budizem včasih doda še četrto zatočišče, ki je lama ali guru. V mahajani oseba, ki si izbere pot bodhisatve, opravi zaobljubo ali obvezo, ki je najvišji izraz sočutja. Tudi v mahajani imajo trije dragulji večno in nespremenljivo bistvo, hkrati pa imajo nepreklicen učinek: »Trije dragulji posedujejo vrlino odličnosti, enako kot pri pravih draguljih, ki nikoli ne spremenijo svojih lastnosti in vrednosti, ne glede na to ali jih hvalijo ali pa omalovažujejo. Prav taki so tudi trije dragulji (zatočišča), ker imajo večno in stanovitno bistvo. Ti trije dragulji privedejo do rezultata, ki je nespremenljiv, saj ne moremo več zapasti v trpljenje, ko dosežemo budovstvo.«
Trije dragulji so:
- Buda: to je naziv za tiste, ki so dosegli nirvano.[opomba 13] Budo si lahko predstavljamo tudi kot pojem, namesto določene osebe: popolna modrost, ki razume dharmo in dojema resničnost v njeni pravi obliki. V mahajanskem budizmu lahko Budo dojemamo tudi kot najvišje zatočišče: »Buda je edinstveno absolutno zatočišče. Buda je neminljivo, večno, neuničljivo in absolutno zatočišče.«[92]
- Darma: nauk Gavtame Bude. Še zlasti v mahajani pa lahko pomeni tudi najvišjo in temeljno Resničnost, ki je neločljiva od Bude. Iz mahajanske perspektive lahko dharma v obliki velike Sutre (budistično sveto besedilo) nadomesti osebnega učitelja ter je lahko neposreden in spontan portal v Resnico (dharmo). To naj bi še zlasti držalo za Lotosovo Sutro. Japonski religiolog Hiroshi Kanno o tem pravi sledeče: »to so dharmična vrata naglega razsvetljenja lastna velikemu vozu (op.: mahajana); to so dharmična vrata, kjer se spontano prebudimo, brez potrebe po učitelju.«[93]
- Sangha: predstavlja tiste, ki so dosegli katerokoli izmed štirih stopenj razsvetljenja ali pa le redovniško skupnost.

Sodeč po svetih spisih je Gavtama Buda sebe predstavljal kot zgled. Dharma nudi zatočišče s smernicami za lajšanje trpljenja in za dosežek nirvane. Sangha nudi zatočišče tako da ohranja avtentična učenja bude in nudi še več vzorov, da je resnica Budovih učenj dosegljiva.

### Budistična etika
Besedo śīla (iz sanskrta) ali sīla (iz palija) na zahodu običajno prevajamo kot »krepostno vedenje«, »morala«, »etika« ali »predpis«. Označuje dejanje storjeno s pomočjo telesa, govora ali uma, ki vsebuje nameren trud. Etika je ena izmed treh praks (śīla, samadhi in panya) ter druga popolnost (sanskrt: pāramitā). Povezana je z moralno neoporečnostjo misli, besed in dejanj. Štirje pogoji za etiko so neomadeževanost, umirjenost, tihost in pogasitev.
Etika (śīla) je temelj za meditacijsko urjenje uma (samādhi / bhāvana). Upoštevanje predpisov osebi ne prinese le duševnega miru, ki je notranji, temveč tudi mir v skupnosti, kar je zunanja dimenzija. Po zakonu karme je spoštovanje predpisov blagodejno, hkrati pa je vzrok za miren in srečen um. Upoštevanje etike posamezniku preprečuje, da bi se rodil v enem izmed štirih bednih svetov obstoja.
Etika se nanaša na načela etičnega vedenja kot celote. Poznamo več nivojev budistične etike, ki se skladajo z »osnovno moralo« (pet predpisov), »osnovno moralo z askezo« (osem predpisov), novoposvečenimi redovniki (deset predpisov) ter z »meništvom« (vinaja ali pratimokša). Budistični laiki (verniki, ki niso redovniki) običajno živijo v skladu s petimi predpisi, ki si jih delijo vse budistične šole. Če želijo, pa se lahko obvežejo, da bodo spoštovali osem predpisov, ki petim predpisom dodajo še osnovno askezo.
Pet predpisov so nekakšna vadbena pravila, ki ljudem omogočajo boljše življenje in prinašajo srečo brez skrbi ter nudijo dobre temelje za meditacijo. Pet predpisov pomeni:
1. vzdržati se ubijanja (nenasilje do čutečih bitij) ali ahimsā;
2. vzdržati se jemanja tistega, kar nam ni dano (izogibanje kraji);
3. vzdržati se čutnih (vključno spolnih) pregreh;
4. vzdržati se laganja (venomer govoriti resnico);
5. vzdržati se opojnih snovi,[94] ki povzročajo izgubo pozornosti.

Predpisi niso oblikovani kot ukazi ali zapovedi, ampak kot pravila za vadbo, ki se jih laiki lahko prostovoljno držijo in tako obogatijo svojo prakso. Budistična filozofija pravi, da razvijanje radodarnosti (sanskrt: dāna) in etičnega ravnanja že samo po sebi očisti zavest do te mere, da se prerodimo v nižjih nebesih, četudi ne izvajamo drugih budističnih praks. Takšno samoomejevanje ciljev ne smemo razumeti kot neprimerno ali nebudistično.
Pri osmih predpisih je tretji predpis (spolne pregrehe) bolj strog in postane predpis celibata. Trije dodatni predpisi so:
6. Vzdržati se prehranjevanja ob napačnem času (od opoldneva do sončnega vzhoda).
7. Vzdržati se plesa in predvajanja ali igranja glasbe, nošenja nakita in kozmetike, udeleževanja raznih zabavnih predstav.
8. Vzdržati se uporabe visokih, razkošnih stolov ali postelj.
Polnega seznama desetih predpisov se laiki lahko držijo krajša obdobja. V polnem seznamu je sedmi predpis razdeljen na dva, na koncu pa je dodan še deseti:
6. Vzdržati se hrane ob neprimernem času (po opoldanskem obroku).
7. Vzdržati se plesa, glasbe, popevanja in nedostojnih predstav.
8. Vzdržati se nakita, parfumov, dišavnih olj ter stvari, ki olepšajo ali okrasijo osebo.
9. Vzdržati se uporabe visokih, razkošnih stolov ali postelj.
10. Vzdržati se sprejemanja zlata in srebra.

### Samostansko življenje
Vinaja (sanskrt: vinaya) je zbirka posebnih moralnih predpisov za menihe in nune. Vsebuje pratimokšo (sanskrt: prātimokṣa), niz 227 pravil za menihe theravadske šole. Točna vsebina Vinaja pitake (spisov o vinaji) se med posameznimi šolami nekoliko razlikuje, vrh tega pa imajo posamezne šole in podšole različne standarde za stopnjo vdanosti vinaji. Novici se držijo desetih predpisov, ki so osnovna pravila za redovnike.
Kar se tiče redovniških pravil, je Buda nenehno opominjal svoje učence, da je najbolj pomembna motivacija. Po drugi plati pa so pravila sestavljena tako, da zagotavljajo zadovoljivo življenje ter omogočajo popolno odskočno desko za višje dosežke. Buda je menihe in nune učil naj živijo kot »samostojni otoki«. V tem pogledu je življenje po zgledu vinaje, kot pravi neki učenjak, »več kot le sredstvo za končni cilj: skorajda je že samo po sebi cilj.«
Za vzhodni budizem je značilna vinaja in etika iz mahajanske Brahmadžala Sutre (ne mešaj z istoimenskim palijskim besedilom), ki je namenjena bodhisattvam. Ta vinaja, na primer, ne odobrava mesojedstva ter aktivno vzpodbuja vegetarijanstvo (glej Vegetarijanstvo v budizmu). Na Japonskem so ta pravila, ki duhovščini dopuščajo poroko, skoraj popolnoma nadomestila redovniško vinajo.

### Meditacija
Budistična meditacija se v glavnem ukvarja z dvema temama: preoblikovanje uma in uporaba tega za raziskovanje samega sebe ter drugih pojavov. Po naukih teravadskega budizma je Buda učil dve vrsti meditacije: šamatho (sanskrt: śamatha) in vipassano (pali: vipassanā; sanskrt: vipaśyanā). Tudi v kitajskem budizmu ti. dve meditaciji obstajata, vendar je kitajska čan (zen) meditacija bolj priljubljena. Če je bila budistična skupnost zdrava, so, po mnenju britanskega raziskovalca budizma Petra Harveyja, izvajali meditacijo ne le menihi, nune ter poročeni lame, temveč tudi laiki. Enciklopedija budizma založbe Routledge pa zatrjuje nasprotno in pravi, da so se večji del budistične zgodovine, pred sodobnim časom, le redki laiki resno ukvarjali z meditacijo. Dokazi iz zgodnjih besedil namigujejo, da so za časa življenja Bude številni laiki res meditirali; nekateri so se celo izurili v vseh osmih džanah (za razlago glej naslednje poglavje).

#### Samadhi: meditacija šamatha
V jeziku plemenite osemčlene poti sanskrtski izraz samyaksamādhi pomeni »pravilno zbranost«. Glavna metoda za gojenje samadhija je meditacija. Ko razvijemo samadhi, se um očisti nečistoč ter postane miren, tih in jasen.
Ko meditant doseže stanje trdne in močne zbranosti (sanskrt: dhyāna), njegov um postane pripravljen za prejetje uvida (vipassana) v najvišjo naravo resničnosti, kar na koncu privede do odrešitve od vsega trpljenja. Vadba zavedanja je bistvenega pomena za umsko zbranost, ta pa je nujna za uvid.
Meditacija šamatha se prične, ko se meditant začne zavedati predmeta meditacije ali ideje, kar nato razširi na celo telo, um in okolje; to ga privede v stanje popolne zbranosti in miru (džhana). Pri tej vrsti meditacije obstaja veliko variacij, ki se razlikujejo po položaju nog, recitiranju manter, hoji itd. Najbolj pogosta metoda je osredotočanje na dih (anapanasati), saj ta praksa lahko vodi tako do šamathe kot tudi do vipassane.
V budistični tradiciji pravijo, da šamatha sicer umiri um, vendar lahko le vipassana razkrije, kako je um sploh postal nemiren, to pa vodi meditanta do znanja (sanskrt: jñāna; pali: ñāṇa) in razumevanja (sanskrt: prajñā; pali: paññā), oboje združeno pa lahko meditanta privede do nirvane. Ko se posameznik nahaja v stanju džhane, vse nečistoče uma začasno poniknejo. Le razumevanje (pragnja ali vipassana) za vedno izkorenini umske nečistoče. Džhane se nanašajo tudi na stanja, v katerih arhati bivajo med počitkom.

##### V teravadi
V teravadskem budizmu je vzrok za človeški obstoj in trpljenje povezan s hrepenenjem, ki s sabo prinaša razne umske nečistoče. Te nečistosti tradicionalni viri povzamejo kot pohlep, sovraštvo in zabloda, te pa naj bi bile globoko zakoreninjene umske tegobe, ki soustvarjajo trpljenje in stres. Da bi se osvobodili trpljenja in stresa, moramo nečistoče za vedno izkoreniniti s pomočjo raziskovanja svojega uma, analize, izkustva ter razumevanja prave narave nečistoč—to je moč storiti z uporabo džhane, tehnike, ki je del plemenite osemčlene poti. To bo meditanta vodilo do razumevanja štirih plemenitih resnic, razsvetljenja in nirvane. Za teravadske budiste je nirvana (pali nibbana) najvišji cilj.

#### Pragnja (modrost)
Pragnja (sanskrt prajñā; pali paññā) pomeni modrost, ki temelji na realizaciji soodvisnega nastanka, štirih plemenitih resnic in treh znamenj obstoja. Pragnja je modrost, ki je sposobna pozdraviti tegobe in meditanta pripeljati do stanja bodhi. Pragnja je glavna metoda za dosežek nirvane s pomočjo razkritja narave vseh stvari, ki je nezadovoljstvo ali trpljenje (duḥkha), minljivost (anitya) in nesebstvo (anātman), hkrati pa je tudi šesta od šestih mahajanskih paramit.
Na začetku se pragnja predrami na pojmovnemu nivoju preko poslušanja pridig (učenj darme), branja, preučevanja, včasih pa tudi s pomočjo recitacije budističnih spisov in diskurza. Ko posameznik prebudi pojmovno razumevanje, ga nato vnese v vsakodnevno življenje; to mu omogoči, da potrdi Budova učenja na praktičnem nivoju. V teoriji bi lahko dosegli nirvano na kateremkoli nivoji prakse, ne glede na to ali smo globoko v meditaciji, poslušamo učenje, smo zaposleni z vsakodnevnimi dejavnostmi ali s kakršnokoli drugo aktivnostjo.

#### Zen
Zen budizem (禅)—izraz v kitajščini izgovarjajo kot čan, kot seon v korejščini ali zen v japonščini (besede izvirajo iz sanskrtskega izraza dhjana (dhyāna)—je oblika budizma, ki je postala priljubljena na Kitajskem, v Koreji in na Japonskem; zelo velik poudarek daje na meditaciji. Zen manj poudarja svete spise ter se raje osredotoča na neposredne duhovne preboje do resnice.
Zen budizem je razdeljen na dve glavni šoli: rinzai (臨済宗) in soto (曹洞宗); pri prvi je v meditaciji velik poudarek na koanih (公案, meditativna uganka) kot metodah za duhovno prebujenje; soto šola pa se (kljub uporabi koanov) bolj osredotoča na šikantazo ali »le sedenje«.
Učenja zen budizma so pogosto polna paradoksov, da bi razrahljala spone ega in pospešila prodor do pravega jaza ali brezobličnega jaza, ki ga enačijo z Budo.
Po mnenju zen mojstra Košoja Učijame se prebujenje v univerzalni, nedualistični Jaz zgodi, ko transcedentiramo misli in fiksacije na majhni »jaz«: »Ko opustimo misli in se prebudimo v resničnost življenja, ki deluje onstran njih, spoznamo Jaz, ki je živo vesoljno nedualistično življenje (pred razcepitvijo v dvojnost), ki prežema vsa živa bitja ter celotni obstoj.«. Potemtakem ne bi smeli dovoliti mislim in mišljenju, da nas omejujejo in ovirajo.

#### Vadžrajana in tantra
Tibetansko-mongolski budizem je, kljub temu, da temelji na mahajani, ena izmed šol, ki prakticira vadžrajano ali »diamantni voz« (poznana je tudi pod imeni, kot so mantrajana, tantrajana, tantrični budizem ali ezoterični budizem), ki izvira iz Indije, kjer je največji razcvet doživela med 6. in 8. stol. n. št. in nasploh predstavlja zadnji razcvet budizma v Indiji, predvsem v Bengaliji, od koder se je preko misijonarjev razširil v Tibet. Zaobjema vse temeljne pojme mahajane, vendar vključuje tudi širok spekter duhovnih in telesnih tehnik, ki so bile osnovane z namenom ojačenja budističnih praks. Ena izmed komponent vadžrajane je tudi akumulacija in uporaba psihofizičnih energij s pomočjo obredov, vizualizacije, telesnih vaj in meditacije, kot metod za razvijanje uma. Z uporabo teh tehnik naj bi praktik lahko dosegel budovstvo v tem življenju ali celo v treh letih. V tantričnih metodah tibetanske tradicije lahko naletimo tudi na »seksualno jogo«, vendar je namenjena le izjemno naprednim posameznikom.

## Zgodovina

### Filozofske korenine
Zgodovinsko gledano korenine budizma ležijo v verski filozofiji starodavne Indije, v drugi polovici 1. tisočletja pr. n. št. To je bilo obdobje družbenih in verskih nemirov, ko ljudje niso bili zadovoljni z žrtvovanjem in obredi vedskega brahmanizma, ki so mu kljubovale številne nove asketske verske in filozofske skupine ter učenja, ki so se razhajala z brahmansko tradicijo in zavračala avtoriteto ved ter brahmansko kasto. Te skupine, katerih člani so se imenovali šramane, so bile nadaljevanje nevedske veje indijske filozofije, ki se je razlikovala od indoarijskega brahmanizma. Učenjaki upravičeno verjamejo, da ideje, kot so samsara, karma (v smislu vpliva morale na reinkarnacijo) in mokša, izvirajo iz šramanske kulture, kasneje pa jih je posvojila brahmanska ortodoksija.
To stališče podpira tudi študija regije, kjer ti pojmi izvirajo. Budizem je nastal na območju Velike Magadhe, kraljestva, ki se je raztezalo od Sravasti, prestolnice Kosale na severozahodu, do Radžagrhe na jugovzhodu. Ta dežela vzhodno od Arjavarte (sanskrt: Āryāvarta, staro sanskrtsko ime za severno Indijo), dežele arijcev, je bila nevedska. Druga vedska besedila razkrivajo odpor arijcev do ljudstva Magadhe, po vsej verjetnosti zato, ker se tedaj Magadhe še niso navzeli brahmanizma. Šele v 2. in 3. stoletju pr. n. št. je vzhodno širjenje brahmanizma v Veliko Magadho postalo pomenljivo. Ideje, ki so se bile razvile v Veliki Magadhi pred tem časom, niso bile kazale vedskega vpliva. To so pojmi, kot sta reinkarnacija in karmični dolg, ki jih lahko zasledimo v številnih gibanjih Velike Magadhe, vključno z budizmom. Ta gibanja pa so ideje o karmi in ponovnem rojstvu podedovala od zgodnejše kulture.
Istočasno je na ta gibanja vplivala filozofija vedske tradicije, kar se, na primer, odraža v Upanišadah, iz katerih izhaja šest pravovernih hindujskih teološko-filozofskih sistemov (samkhja, vaišešika, joga, njaja, mimamsa, vedanta), okvirno poimenovanih astika. Poleg budizma so obstajala še ne-Vedska in do bramanskih tradicij kritična gibanja, h katerim prištevamo še razne skeptike (kot je bil Sandžaja Belatthiputta), atomiste (npr. Pakudha Kačajana), materialiste (npr. Adžita Kesakambali) in antinomiste (npr. Purana Kasapa). V 5. stol. pr. n. št. so bili najbolj pomembni adživike, ki so idejo karme prignali do fatalističnega determinizma (Makhali Gosala), lokajate (materialisti), agnjane (agnostiki) in džainisti (Mahavira), ki so poudarjali, da moramo dušo osvoboditi od materije. Naštete tradicije, ki vključujejo budizem, se v razmerju do hindujskih astika sistemov, ki izhajajo iz Ved, imenujejo nastika, ker gre za izročila po bistvu nekompatibilna z Vedami. Razen budizma in džainizma so bila omenjena nastika gibanja kratkotrajna, pa še budizem se je razširil zunaj Indije, medtem ko je v sami Indiji do 12. stoletja počasi izginil.
Številna izmed teh novih gibanj so si delila tudi isto pojmovno besedišče — atman (»jaz«), Buda (»prebujeni«), darma (»pravilo« ali »zakon«), karma (»dejanje«), nirvana (»pogasitev«), samsara (»večno vračanje«) in joga (»združitev« ali »duhovna praksa«). Šramane so zavračali vede ter avtoriteto brahmanov, ki so zatrjevali, da z izvajanjem zapletenih obredov posedujejo razkrite resnice, do katerih ni mogoče priti s človeškimi metodami. Šramane so vrh tega trdili, da je bil celoten brahmanski sistem sleparski: brahmanska zarota, s katero so bogateli na račun dajatev za izvajanje lažnih obredov in za brezplodne nasvete.
Buda je še zlasti kritiziral vedsko žrtvovanje živali. Izjavil je, da so svečeniki, ki recitirajo vede, kot slepci, ki vodijo slepce. Po njegovem mnenju, svečeniki, ki so vede znali na pamet, pravzaprav niso vedeli nič. Norčeval se je tudi iz vedske »himne kozmičnega človeka« Izjavil je, da atman, glavni cilj upanišadske filozofije, pravzaprav ne obstaja ter razložil, da so brahmanski poizkusi doseči razsvetljenje ob smrti jalovi, zato je predlagal svojo novo idejo o razsvetljenju za časa tega življenja. V tistem času pa so se tudi v brahmanski religiji dogajale globoke spremembe, ki so jo preoblikovale v to, kar poznamo kot zgodnji hinduizem. Brahmani so tedaj razvili »svoj filozofski sistem in se z novimi idejami spopadli tako, da so prilagodili svoje doktrine.«

### Indijski budizem
Zgodovino indijskega budizma lahko razdelimo na pet obdobij: zgodnji budizem (včasih imenovan tudi predsektaški budizem), nikaja budizem ali sektaški budizem: obdobje zgodnjih budističnih šol, zgodnji mahajanski budizem, kasnejši mahajanski budizem ter ezoterični ali tantrični budizem (imenovan tudi vadžrajana), ki zaključuje zgodovinsko prisotnost budizma v Indiji.

#### Predsektaški budizem
Predsektaški budizem predstavlja najzgodnejšo fazo budizma, ki jo priznavajo skoraj vsi učenjaki. Pripadajo mu sveta besedila, kot so Vinaja pitaka in štiri glavne Nikaje ali Agame. Nekatera temeljna učenja se pojavljajo na mnogih mestih v zgodnjih besedilih, zato se večina učenjakov strinja, da je Gavtama Buda učil nekaj podobnega trem znamenjem obstoja, petim agregatom, soodvisnemu nastanku, karmi, reinkarnaciji, štirim plemenitim resnicam, in nirvani. Nekateri akademiki pa se s tem ne strinjajo in predlagajo številne druge teorije.

#### Zgodnje budistične šole
Po pričevanjih svetih besedil so kmalu po parinirvani (iz sanskrta: »najvišja pogasitev«) Gavtame Bude organizirali prvi budistični koncil. Kot v vseh starodavnih indijskih tradicijah, so učenja v budizmu ohranjali preko ustnega izročila. Glavni namen zborovanja je bil skupinsko recitiranje učenj, s tem pa so se prepričali, da se v ustnem izročilu niso pojavile napake. Pri prvem koncilu je Ananda, Budov bratranec in njegov osebni pomočnik, recitiral Budove razprave (sanskrt: sūtra; pali: sutta) ter, po nekaterih virih, Abhidhama pitako. Upali, nek drugi učenec, je zrecitiral redovniška pravila (vinaja). Sodobni učenjaki menijo, da so tradicionalne zgodbe o koncilu zelo napihnjene, če ne celo izmišljene.
Po mnenju nekaterih učenjakov se je v obdobju po drugem koncilu sangha začela deliti na ločene skupine. Zgodbe o točnem času razkola niso soglasne. Letopis Dipavamsa iz palijske tradicije govori o času takoj po drugem koncilu, pudgalavadska tradicija omenja, da se je razkol zgodil 137 let po Budovi nirvani, sarvastivadska tradicija zatrjuje, da se je zgodil v času vladarja Ašoke, mahasanghika pa dogodek umešča v veliko kasnejši čas, okrog leta 100 pr. n. št.
Glavna cepitev se je zgodila med sthavirami in mahasanghikami. Preživela poročila obeh strani razkrivajo neskladna izročila. Sthavire govorijo o dveh ločenih razlogih za razkol. Teravadska Dipavamsa pravi, da se je poražena stran v drugem koncilu v znak protesta odcepila in osnovala mahasanghiko. To pa se ne sklada z mahasanghiško vinajo, ki skupino prikaže na isti, zmagujoči strani. Mahasanghike so zatrjevali, da so sthavire skušali razširiti vinajo in morda kljubovali—po njihovemu mnenju—nečloveško visokim kriterijem za arhatovstvo. Obe strani sta se zatem zatekli k svoji tradiciji.
Iz sthaviravade so nastale številne nove šole in ena izmed njih je tudi teravada. Ti razkoli so se prvotno dogajali zaradi nestrinjanj glede vinaje, menihi različnih šol pa so kljub temu složno živeli v istih samostanih. Kasneje, okrog leta 100 n. št, če ne celo prej, so se cepitve začele dogajati tudi zaradi doktrinarnih nesoglasij. Poleg teravade se je od sthaviravade odcepila še nekoliko svojevrstna šola pudgalavada, ki od vseh ostalih močno odstopa z za budizem netipičnim personalizmom. Sicer podobno kot ostale zanika obstoj atmana, priznava pa obstoj osebe/osebnosti (sanskrt: pudgala). Pudgalavadini so na enostaven način premostili zadrego v dilemi, kako se nekaj reinkarnira, kar ne obstaja, vendar so vzbudili silovit odpor pri ostalih zgodnje budističnih šolah. Še okoli leta 600 so bili precej razširjeni po Indiji, nato so do konca 13. stoletja izginili s podceline skupaj z ostalimi budističnimi šolami.
Po koncu cepitev je vsaka sangha pričela zbirati Abhidhamo, podrobno strokovno predelavo doktrinarnega materiala, ki je, po shematičnih klasifikacijah, izviral iz suter. Ta besedila Abhidhame ne vsebujejo sistematičnih filozofskih razprav, temveč le povzetke in oštevilčene sezname. Sodobni raziskovalci besedila datirajo približno v 3. stoletje pr. n. št., 100-200 let po Budovi smrti, zato teh sedem del Abhidhame naj ne bi vsebovalo besed Bude, temveč njegovih učencev in velikih učenjakov. Vsaka šola je imela svojo različico Abhidhame z različnimi teorijami in različnimi besedili. Te Abhidhame med sabo niso bile skladne. Učenjaki niso zedinjeni ali so pripadniki mahasanghike imeli svojo Abhidhamma pitako.

#### Zgodnji mahajanski budizem
Izvor mahajane (sanskrt: mahāyāna), ki je nastala med leti 100 pr. n. št. in 100 n. št., raziskovalci in učenjaki še vedno ne razumejo najbolje. Najzgodnejši zahodnjaški viri mahajanski budizem opisujejo kot ločeno šolo in tekmico tako imenovane »hinajanske« (sanskrt: hīnayāna) šole. Razkol naj bi spominjal na evropsko protestantsko reformacijo, ki je kristjane razdelila na katolištvo in protestantizem. Zaradi čaščenja bud in bodhisattev so mnogi mahajano dojemali kot bolj pobožno, laično obliko budizma, ki naj bi izvirala iz časa čaščenja stup. Kljub temu dandanes učenjaki te stare nazore o mahajani označujejo za zgrešene in napačne.
Ni dokazov, da se je beseda mahajana kdaj koli nanašala na ločeno uradno šolo ali budistično sekto, vendar je obstajala kot določen skupek idej, in kasneje tudi doktrin, za bodhisatve. Na začetku je bila znana kot bodhisatvajana (sanskrt: bodhisattvayāna) ali »voz bodhisatev«. Paul Williams je opazil tudi, da mahajana nikoli ni imela ali skušala imeti ločeno vinajo ali posvetitveno linijo od zgodnjih budističnih šol, zato je vsak mahajanski bhikšu (ali bhikšuni) uradno pripadal zgodnji budistični šoli. To je še dandanes prisotno pri posvetitveni liniji dharmaguptaka v vzhodni Aziji ter pri mulasarvastivadi v tibetanskem budizmu. Zaradi tega mahajana nikoli ni bila ločena rivalska sekta zgodnjih šol. Od kitajskih menihov, ki obiskujejo Indijo zdaj vemo, da so v Indiji tako mahajanski kot tudi nemahajanski menihi pogosto živeli skupaj v istih samostanih.
Kitajski menih Jidžing, ki je v 7. stoletju n. št. obiskal Indijo, je ločil mahajano od hinajane na sledeč način:
Obe šoli si delita isto vinajo, skupne pa so jima tudi prepovedi petih kršitev ter praksa štirih plemenitih resnic. Tisti, ki častijo bodhisatve in prebirajo mahajanske sutre, se imenujejo mahajanisti, drugi, ki ne izvajajo omenjenega, pa se imenujejo hinajanisti.
Večina obstoječih zgodnjih dokazov o izvoru mahajane se nahaja v zgodnjih kitajskih prevodih mahajanskih besedil. Prvi, ki je ta mahajanska učenja med 2. stol. n. št. razširil na Kitajsko, je bil Lokakšema, prevajalec mahajanskih suter v kitajščino. Po mnenju nekaterih strokovnjakov naj bi najzgodnejše mahajanske Sutre vsebovale prve različice Pranjaparamite, kot tudi besedila o Akšobhja Budi, ki so bila verjetno napisana v južni Indiji v 1. stoletju pr. n. št.

#### Pozni mahajanski budizem
Med obdobjem poznega mahajanskega budizma so se razvile štiri glavne filozofske veje: madhjamaka, jogačara, tathagatagarbha, nazadnje pa še budistična logika. V Indiji sta bili glavni mahajanski filozofski šoli madhjamaka in kasneje jogačara. Po mnenju Dana Lusthausa imata obe šoli veliko skupnega, ta skupnost pa izvira iz zgodnjega budizma. S tathagatagarbha filozofijo ni bilo povezanih nobenih večjih indijskih učiteljev.

#### Vadžrajana (ezoterični budizem)
Akademske raziskave vadžrajane so še vedno v začetnih stopnjah, raziskovalci pa se soočajo z nekaterimi težavami, ki otežujejo raziskovalno delo:
1. Na vadžrajanski budizem je deloma vplival hinduizem, zato morajo učenjaki raziskati tudi hinduizem.
2. Vadžrajanska sveta besedila še niso bila urejena po kakršnemkoli redu.
3. Potrebno je raziskati tudi številne (pogosto skrivne) obrede, ne le doktrino.

Turko-perzijski Guridi, ki so prakticirali islam, so do konca 12. stoletja zavzeli večino Bengalije, kjer je še kot edina od oblik budizma vztrajal budizem tipa vadžrajana.

### Razvoj budizma
Budizem se je v Indiji verjetno širil počasi, dokler ni na oblast prišel maurijski vladar Ašoka, ki je bil javni podpornik te religije. Podpora Ašoke in njegovih potomcev je vodila do gradnje več stup (budistični spomenik) in do prizadevanj za širitev budizma po širšem maurijskem cesarstvu ter celo v sosednje dežele — zlasti v iransko govoreča področja današnjega Afganistana in v Srednjo Azijo, onstran maurijske severno-zahodne meje, kot tudi južno od Indije, na Šrilanko. Ta dva misijona (severozahodni in južni) sta kasneje vodila do širitve budizma na Kitajsko ter do pojava teravadskega budizma in njegove širitve iz Šrilanke na obalne otoke Jugovzhodne Azije.
Sodeč po odredbah Ašoke, je vladar odposlal poslance v razne dežele zahodno od Indije, da bi tam širili budizem (dharmo), še zlasti v vzhodnih provincah sosednjega selevkidskega cesarstva ter celo v helenistična mediteranska kraljestva. Učenjaki si niso soglasni ali so te odposlance spremljali tudi budistični misijonarji.
Postopna širitev budizma v sosednja področja je pomenila, da je vera prišla v stik z novimi etičnimi skupinami. V tem obdobju je bil budizem izpostavljen široki paleti vplivov, od perzijske in grške civilizacije, do spreminjajočih se trendov v nebudističnih indijskih religijah, na katere pa je budizem imel vpliv. Budizem je tedaj doživel presenetljive sinkretistične tvorbe, kot so, na primer, grško govoreči budistični vladarji v indijsko-grških kraljestvih ter razvoj grške budistične umetnosti v Gandhari. Celo grškega kralja Menandra so ovekovečili v budističnem kanonu.
Teravadska šola se je v 3. stol. pr. n. št. iz Indije širila južno, na Šrilanko, Tajsko, Burmo in kasneje še v Indonezijo. Šola dharmagupta se je širila (prav tako v 3. stol. pr. n. št.) proti severu, v Kašmir, Gandharo in v Baktrijo (Afganistan).
Prenos budizma po svilni poti na Kitajsko se je verjetno pričel v poznem 2. ali 1. stol. n. št., čeprav pisni viri ne navajajo točnih podatkov. Prve prevode svetih besedil so opravili tuji budistični menihi na Kitajskem v 2. stol. n. št. To je bila verjetno posledica širjenja Kušanskega cesarstva na kitajsko ozemlje, v Tarimsko kotlino.
V 2. stol. n. št so se kitajski prevodi mahajanskih suter razširili po Kitajski, nato pa še v Korejo in na Japonsko. Med indijskim obdobjem ezoteričnega budizma (od 8. stol. n. št. dalje) se je budizem razširil še v Tibet in od tam v Mongolijo. V vzhodni Evropi je bil tibetanski tip budizma poleg šamanizma zastopan med plemstvom Zlate horde pred spreobrnitvijo v islam na začetku 14. stoletja.

### Budizem danes
Do poznega srednjega veka je budizem v Indiji izumrl. Čeprav je še vedno obstajal v sosednjih državah, se njegov vpliv ni več širil. Dandanes pa v Indiji in drugod spet pridobiva na moči. Preučevalci budizma ocenjujejo, da število budističnih vernikov šteje od 230 milijonov do 1.691 milijarde. Večina učenjakov omenja podobne številke, ki vernike uvrščajo v kategorijo »kitajskih ljudskih« ali »tradicionalnih« religij; to je mešanica raznih tradicij, ki vključujejo tudi budizem.
Formalno članstvo se razlikuje med posameznimi skupnostmi, kljub temu osnovno laično privrženost tej veri običajno označuje obred zatočišča v treh draguljih: v Budi, darmi, in v sanghi (glej poglavje Zatočišče v treh draguljih).
Ocene točnega števila vernikov ni mogoče določiti zaradi sledečih razlogov:
- težave pri določanju, kdo šteje za budista in kdo ne;
- sinkretizem vzhodnjaških religij. Včasih verniki v Vzhodni in Jugovzhodni Aziji prakticirajo budizem vštric s številnimi drugimi verskimi tradicijami, kot so daoizem, konfucijanstvo, šintoizem, tradicionalne vere, šamanizem in animizem;[171][172][173][174][175][176][177]
- težave pri določanju števila budistov, ki niso člani kongregacij in se pogosto ne udeležujejo javnih obredov;[178]
- uradne politike o religiji v nekaterih zgodovinskih budističnih deželah, ki otežujejo natančno določitev števila vernikov. Take države so na primer Kitajska, Vietnam in Severna Koreja.[179][180][181] V mnogih trenutnih in bivših komunističnih vladnih režimih v Aziji vladne politike odvračajo vernike, da prijavijo svojo versko pripadnost, ali pa podpirajo uradne ocene, ki podcenjujejo število pripadnikov določeni veri.

### Indijski neobudisti
Neobudisti ali nava - bauddha so privrženci B. R. Ambedkarja, Indijca, ki se je spreobrnil v budistično vero leta 1956. Ambedkar je pozval dalite, pripadnike najnižjega kastnega razreda v Indiji, naj se mu pridružijo in postanejo budisti ter se na ta način rešijo kastnega sistema, v katerem so veljali za »nedotakljive«. Budistični preporod se je pričel v Indiji leta 1891, ko je šrilanški budistični vodja Anagarika Dharmapala ustanovil Društvo Maha Bodhi, vendar je društvo, za razliko od dalitskih budistov, privabljalo predvsem privržence iz višjih kast.

## Demografija
Po eni izmed analiz je budizem četrta največja religija na svetu, takoj za krščanstvom, islamom in hinduizmom. Meniški red (sangha), ki je nastal v času Budovega življenja, spada med najstarejše organizacije na svetu. Budizem je bila prva svetovna religija, v prvi polovici 20. stoletja je bil največja religija na svetu—leta 1951 je bil budizem s 520 milijoni vernikov največja religija. Krščanska vera je bila, za primerjavo, druga največja religija s 500 milijoni vernikov.
- Teravadski budizem, ki v svojih svetih besedilih uporablja sanskrtski in palijski jezik, je prevladujoča oblika budizma v Kambodži, Laosu, Tajski, Šrilanki in Burmi. Dalitsko budistično gibanje v Indiji tudi prakticira teravadski budizem. Skupno število vernikov: 124 milijonov.[210]
- Vzhodnoazijske oblike mahajanskega budizma, ki v svetih spisih uporabljajo kitajščino, prevladujejo v večjem delu Kitajske, Japonske, Koreje, Tajske, Singapurja in Vietnama, kot tudi v nekaterih skupnostih v Jugovzhodni Aziji ter na zahodu. Skupno število vernikov: približno 500 milijonov do 1 milijarda.[211]
- Tibetanski budizem najdemo v Butanu, Nepalu, Mongoliji, v predelih Indije (večinska vera v Ladaku; velik delež vernikov pa ima tudi v Himčal Pradešu, Arunačal Pradešu in v Sikimu), na Kitajskem (zlasti na Tibetu in v Notranji Mongoliji) in v Rusiji (Kalmikija in obmejni predeli z Mongolijo). Skupno število vernikov: približno 20 milijonov.[210]

Večina budističnih skupin na zahodu je vsaj nominalno povezana z eno izmed teh treh tradicij.
Dandanes so se učenja vseh treh vej budizma razširila po celem svetu, budistična besedila pa najdemo v vse večjem številu jezikov. Na Zahodu budizem pogosto velja za eksotično in progresivno vero, medtem ko je na vzhodu dobro poznan in tradicionalen. Budisti v Aziji so običajno dobro organizirani in uživajo dobro podporo. V številnih državah ima budizem status uradne religije, zato je podprt tudi s strani države. Sodobni vplivi vedno bolj vodijo v nove oblike budizma, ki se jasno razlikujejo od tradicionalnih prepričanj in praks. Zato v današnjem času opazimo osupljivo raznolikost novejših oblik budizma.

### Budizem v Sloveniji
V okviru verskih skupnosti, registriranih pri slovenskem Uradu za verske skupnosti, lahko navedemo:
- Budistična kongregacija Dharmaling, registrirana v letu 2003.
- Buddha-Dharma, registrirana leta 1995.

V okviru društev so v Sloveniji aktivne naslednje skupine:
- Društvo teravadskih budistov Bhavana
- Skupina Šambala Ljubljana, del mednarodne organizacije Shambhala International. Ta skupina ima trenutno edinega slovenskega budističnega učitelja
- Palpung Ješe Čöling, karma kagju šola tibetanskega budizma
- Yeshe Khorlo, njingma šola tibetanskega budizma
- Skupina Phova, osredotočena na prakso phove, pod vodstvom Ayanga Rinpočeja
- Slovensko budistično društvo Madyamika, Srednja pot
- Budistično društvo Shaolin tempelj slovenija. Posveča se Chan (Zen) duhovni vadbi, ki je utelešena v Kung Fu in Qi Gong formah.

Zaradi same strukture budizma v Sloveniji ni uradnega predstavnika te vere.

## Šole in tradicije
Dva Budova učenca sta postala navdih za dve glavni šoli budizma, ki sta se razvili vsaj 200 let po Budovi smrti. Gavtama Buda je oba učenca hvalil in še dandanes obe šoli veljata za »avtentični«. Sariputta je navdihnil nastanek teravadske šole, ki je predvsem analitična in redovniška po naravi. Maudgaljajana pa je botroval nastanku mahajanske šole, ki poudarja sočutje in je po ureditvi bolj demokratična.
Budisti sebe običajno uvrščajo v teravado ali mahajano. To razvrstitev uporabljajo tudi nekateri učenjaki, z njo pa se tudi največkrat srečamo na Zahodu. Drugi preučevalci budizma uporabljajo alternativno shemo, ki budizem deli na sledeče tri tradicije ali geografska, oziroma kulturna področja: teravada, vzhodnoazijski budizem in tibetanski budizem.
Nekateri učenjaki uporabljajo druge sheme. Tudi sami budisti uporabljajo raznotere sheme, ki se med sabo razlikujejo. Mahajanisti izraz hinajana (dobesedno »manjši voz«) uporabljajo za poimenovanje družine zgodnjih filozofskih šol in tradicij iz katerih je nastala sodobna teravada, a ker ta izraz izvira iz mahajanskega stališča in je lahko poniževalen, se vse bolj uveljavljajo razni drugi izrazi, kot so šarvakajana (Śrāvakayāna), nikajski budizem, zgodnje budistične šole, sektaški budizem, konservativni budizem, nemahajanski budizem itd.
Vse budistične tradicije si ne delijo enakega filozofskega stališča, ali pa istim pojmom ne pripisujejo osrednjega pomena. Vsaka tradicija ima svoje osrednje pojme, vendar lahko kljub temu med njimi potegnemo nekaj vzporednic. Na primer, po mnenju neke ekumenske budistične organizacije imata obe glavni budistični veji (teravada in mahajana) nekaj stičnih točk, kot so:
- obe priznavata Budo kot svojega učitelja;
- obe priznavata srednjo pot, soodvisen nastanek, štiri plemenite resnice, plemenito osemčleno pot in tri znamenja obstoja;
- obe priznavata, da lahko tako redovni člani sanghe, kot tudi laiki, hodijo po poti do razsvetljenja (bodhi);
- pri obeh velja budovstvo za najvišji dosežek duhovne poti.

### Časovni trak
To je splošen časovni trak razvoja različnih budističnih šol/tradicij:
| Časovni trak: razvoj in širjenje budističnih tradicij (pribl. 450 pr. n. št. – pribl. 1300 n. št.)          |                      |                         |                         |                                          |                                          |                                          |                                          |                                          |                    |                    |                    |
| |                      |                         |                         |                                          |                                          |                                          |                                          |                                          |                    |                    |                    |
| | 450 pr. n. št.       | 450 pr. n. št.          | 250 pr. n. št.          | 100 n. št.                               | 100 n. št.                               | 500 n. št.                               | 500 n. št.                               | 700 n. št.                               | 800 n. št.         | 800 n. št.         | 1200 n. št.        |
| |                      |                         |                         |                                          |                                          |                                          |                                          |                                          |                    |                    |                    |
| Indija | zgodnja sangha       |                         |                         |                                          |                                          |                                          |                                          |                                          |                    |                    |                    |
| Indija | zgodnja sangha       | zgodnje budistične šole | zgodnje budistične šole | zgodnje budistične šole                  | zgodnje budistične šole                  | mahajana                                 | mahajana                                 | vadžrajana                               | vadžrajana         | vadžrajana         |                    |
| Indija | zgodnja sangha       | zgodnje budistične šole | zgodnje budistične šole | zgodnje budistične šole                  | zgodnje budistične šole                  |                                          |                                          |                                          |                    |                    |                    |
| Indija | zgodnja sangha       |                         |                         |                                          |                                          |                                          |                                          |                                          |                    |                    |                    |
| Indija | zgodnja sangha       |                         |                         |                                          |                                          |                                          |                                          |                                          |                    |                    |                    |
| |                      |                         |                         |                                          |                                          |                                          |                                          |                                          |                    |                    |                    |
| Šrilanka & Jugovzhodna Azija                                                                                |                      |                         | theravadski budizem     | theravadski budizem                      |                                          |                                          |                                          |                                          |                    |                    |                    |
| Šrilanka & Jugovzhodna Azija                                                                                |                      |                         |                         |                                          |                                          |                                          |                                          |                                          |                    |                    |                    |
| Šrilanka & Jugovzhodna Azija                                                                                |                      |                         |                         |                                          |                                          |                                          |                                          |                                          |                    |                    |                    |
| |                      |                         |                         |                                          |                                          |                                          |                                          |                                          |                    |                    |                    |
| Srednja Azija                                                                                               |                      |                         | grški budizem           | grški budizem                            | grški budizem                            | grški budizem                            |                                          | tibetanski budizem                       | tibetanski budizem | tibetanski budizem | tibetanski budizem |
| Srednja Azija                                                                                               |                      |                         |                         |                                          |                                          |                                          |                                          | tibetanski budizem                       | tibetanski budizem | tibetanski budizem | tibetanski budizem |
| Srednja Azija                                                                                               | budizem svilne ceste |                         |                         |                                          |                                          |                                          |                                          | tibetanski budizem                       | tibetanski budizem | tibetanski budizem | tibetanski budizem |
| |                      |                         |                         |                                          |                                          |                                          |                                          |                                          |                    |                    |                    |
| Vzhodna Azija                                                                                               |                      |                         |                         | čan, tiantai, čista dežela, zen, ničiren | čan, tiantai, čista dežela, zen, ničiren | čan, tiantai, čista dežela, zen, ničiren | čan, tiantai, čista dežela, zen, ničiren | čan, tiantai, čista dežela, zen, ničiren | šingon             | šingon             | šingon             |
| Vzhodna Azija                                                                                               |                      |                         |                         | čan, tiantai, čista dežela, zen, ničiren | čan, tiantai, čista dežela, zen, ničiren | čan, tiantai, čista dežela, zen, ničiren | čan, tiantai, čista dežela, zen, ničiren | čan, tiantai, čista dežela, zen, ničiren |                    |                    |                    |
| |                      |                         |                         |                                          |                                          |                                          |                                          |                                          |                    |                    |                    |
| | 450 pr. n. št.       | 450 pr. n. št.          | 250 pr. n. št.          | 100 n. št.                               | 100 n. št.                               | 500 n. št.                               | 500 n. št.                               | 700 n. št.                               | 800 n. št.         | 800 n. št.         | 1200 n. št.        |
| \| \| Legenda: \| \| = theravadske tradicije \| \| = mahajanske tradicije \| \| = vadžrajanske tradicije \| |                      |                         |                         |                                          |                                          |                                          |                                          |                                          |                    |                    |                    |
| | Legenda:             |                         | = theravadske tradicije |                                          | = mahajanske tradicije                   |                                          | = vadžrajanske tradicije                 |                                          |                    |                    |                    |

### Teravadska šola
Teravada (»doktrina starešin« ali »starodavna doktrina«) je najstarejša preživela budistična šola. Je relativno konservativna in večinoma najbližje zgodnjemu budizmu. Ta šola izvira iz skupine vibhadžavada (sanskrt: vibhajjavāda), ki se je na koncu tretjega budističnega koncila (pribl. 250 pr. n. št.) rodila iz starejše skupine sthavira. Ta šola je na indijski podcelini večinoma izginila, njena šrilanška in jugovzhodno azijska veja pa še dandanes živita.
Doktrina in praksa teravadske šole temelji zgolj na Palijskem kanonu in na njegovih komentarjih. Po nekaj stoletni širitvi teravade po ustnem izročilu, so njena besedila (Palijski kanon) v 1. stoletju pr. n. št. na Šrilanki končno zapisali na zborovanju četrtega koncila. Teravada je tudi ena izmed prvih budističnih šol, ki je svoj celoten kanon pretvorila v pisano obliko. Sodobni raziskovali menijo, da so zbirke Sutt in besedila Vinaje iz Palijskega kanona (ter ustrezna besedila v drugih različicah Tripitake) najzgodnejša budistična literatura, zato ta besedila v vseh vejah budizma veljajo za avtentična.
Teravado dandanes prakticirajo večinoma v državah, kot so Šrilanka, Burma, Laos, Tajska, Kambodža, kot tudi v manjših območjih Vietnama, Malezije in Bangladeša. Vse več privržencev ima tudi v Evropi in v Ameriki.
Teravadski budisti menijo, da je potreben osebni trud, da se osvobodimo reinkarnacije. Z meditacijo se ukvarjajo večinoma gozdni menihi, medtem ko vaški menihi poučujejo in služijo laični skupnosti. Laiki lahko opravljajo dobra dela in z njimi kopičijo zasluge, ki jih lahko z bogovi zamenjajo za materialne dobrine.
Pri teravadski doktrini se posameznik lahko prebudi iz »spanca nevednosti« tako da neposredno spozna pravo naravo resničnosti; taki ljudje se imenujejo arhati in, občasno, bude. Po številnih življenjih duhovnega truda, so ti ljudje dosegli konec cikla ponovnih rojstev zato se ne rojevajo več v šest svetov samsare. Komentarji iz Palijskega kanona ta razsvetljena bitja razvrščajo na tri tipe:
- sammasambuddha, običajno kar »buda«: tisti, ki je dosegel budstvo; tisti, ki resnico odkrijejo sami in druga bitja učijo pot prebujenja;
- pratjekabuddha: tisti, ki resnico odkrijejo sami, vendar niso vešči v poučevanju drugih;
- savakabuddha: tisti, ki prenos resnice prejmejo neposredno od sammasambuddhe.

Bodhi in nirvana imata enak pomen: osvoboditev od hrepenenja, sovraštva in zablod. Ko arhat doseže bodhi, se osvobodi omenjenih preprek. Izkoreninjenje samo sovraštva in hlepenja (v čutnem kontekstu), kjer nekaj zablode/nevednosti še vedno ostaja, pa se imenuje anagami.

### Mahajanske tradicije
Mahajanski budizem je v Indiji uspeval od 5. stol. n. št. dalje, med dinastijo gupt. Takrat so tudi zgradili mahajanske centre učenosti; najpomembnejši med njimi je bil Univerza Nalanda na severovzhodu Indije.
Mahajanske šole priznavajo vse ali le del mahajanskih suter. Nekatere izmed teh suter so za mahajanske vernike postale utelešenja samega Bude, čaščenje in vera v ta besedila—kot pravijo nekatere Sutre (npr. Lotosova Sutra in Nirvanina Sutra)—pa naj bi bila temelja za kasnejši dosežek budovstva.
Domovine mahajanskega budizma so danes Kitajska, Japonska, Koreja, Singapur, deli Rusije in večji del Vietnama. Mahajano pogosto imenujejo tudi »vzhodni budizem«. Tudi budizem v Tibetu, na himalajskem področju in v Mongoliji je mahajanskega izvora, vendar je obravnavan kasneje v poglavju Vadžrajana, ki se imenuje tudi »severni budizem«. V vzhodnem budizmu najdemo mnogo ločin, od katerih ima šola Čiste dežele dandanes največ pristašev. V večini zgoraj naštetih področij je budizem spojen v homogeno obliko. Na primer, na Japonskem srečamo ločine kot so ničiren, budizem Čiste dežele, šingon (oblika vadžrajane), tendai in zen. V Koreji skoraj vsi budisti pripadajo šoli čogje, ki pripada »sonu« (zenu), vendar vsebuje kar nekaj elementov iz drugih tradicij.
V mahajani Buda ni bil le človek, temveč zemeljska projekcija brezčasnega in vseprisotnega bitja – Dharmakaja onstran obzorja in dosega misli. Vrh tega nekatere mahajanske Sutre Budo, dharmo in sangho pojmujejo kot eno: vse troje predstavlja večnega Budo.
Budovo smrt imajo za iluzijo, saj še naprej biva na drugih nivoju obstoja, zato je menihom dovoljeno predstaviti »nove resnice«, ki temeljijo na navdihu Bude (ali bud) iz teh višjih nivojev. Mahajana se od teravade razlikuje tudi po pojmovanju śūnyate (da v absolutnem smislu individualni obstoj ne obstaja) in po veri v bodhisatve (razsvetljene ljudi, ki so iz sočutja zaprisegli, da se bodo ponovno rojevali, dokler se vsa bitja ne osvobodijo). Nebeški bude so posamezniki, ki ne obstajajo več na snovnem nivoju obstoja, vendar še vedno pomagajo razsvetljevati vsa čuteča bitja.
Nirvana je v nekaterih mahajanskih skupinah začela predstavljati le popolno izkoreninjenje hlepenja in sovraštva, kar namiguje, da je nekaj nevednosti še vedno prisotne v bitju, ki doseže nirvano. Zaradi tega je dobil večjo veljavo bodhi, ki popolnoma izkorenini tudi nevednost ali zablodo. Arhat, ki doseže nirvano, je potemtakem še vedno do manjše mere podvržen nevednosti, medtem ko buda (kot naziv, ne kot ime) doseže bodhi. Kljub temu tudi v mahajani nirvana in bodhi pogosto pomenita eno in isto.
Bodhi je dosežen, ko popolnoma razumemo štiri plemenite resnice in ko se vsa karma izniči. Čeprav zgodnji viri ne omenjajo paramit, kasnejše teravadske in mahajanske tradicije učijo, da mora posameznik izpolniti tudi paramite (»popolnosti«). Mahajanisti verjamejo, da se po dosežku bodhija posameznik osvobodi od kompulzivnega cikla samsare (rojstvo, trpljenje, smrt in ponovno rojstvo) ter na ta način doseže »najvišjo srečo« (ali nirvano, kot to imenuje besedilo Dhammapada). Posledica izkoreninjenja nevednosti je tudi izničenje vere v obstoj jaza (atmana), bodhi pa se tu nanaša na razumevanje anatte (sanskrt: anātman).
Nekateri mahajanski viri navajajo idejo, da se bodhisatva, ki običajno predstavlja posameznika na poti budovstva, namerno odpove stopnji bude, da bi lahko lažje pomagal drugim bitjem.
Mahajana (»veliki voz«) je kompleksna budistična vera kozmičnih dimenzij, ki k teravadskim besedilom dodaja še svoje svete spise. Mahajanski budisti dajejo velik poudarek na ideal bodhisatve. Mahajanski verniki, za razliko od tradicionalnih zgodnjih budistov, ne prepisujejo največjega pomena lastni odrešitvi od trpljenja (dukkha, temveč se zavežejo, da bodo namesto tega raje ostali (ali pa se ponovno rodili) na tem svetu in pomagali osvoboditi iz samsare vsa bitja, brez izjeme. Ena izmed značilnosti mahajane je tudi panteon navidezno božanskih bodhisatev, ki ukvarjajo z izpopolnjevanjem samih sebe zavoljo odrešitve vseh čutečih bitij od trpljenja ter njihovega vstopa v stanje nirvane. Bodhisatve si želijo doseči najvišje budovsko modrost, da bi z njo pomagale odrešiti vsa bitja iz šestih svetov samsare.
Mahajanska veja budizma poudarja brezmejno, univerzalno sočutje (sanskrt: mahā-karuṇā) ali nesebično, izjemno altruistično pot bodhisatve, ki doseže prebujeno stanje uma (bodhičita) Bude, da bi prejel najvišje možno znanje in modrost, kako kar najbolj učinkovito voditi vsa čuteča bitja v nirvano.
Pregovor iz neke mahajanske Sutre pravi, da človek, ki ne stremi k bodhiju, živi svoje življenje kot otrok, ki se ves prevzet igra z igračami, medtem ko je cela hiša v plamenih.
Ta metoda truda, brez zanašanja na zunanje sile ali višja bitja, se močno razlikuje od druge glavne oblike budizma, budizma Čiste dežele, za katerega je značilno skrajno zaupanje in vera v odrešilno moč Amitabha/Amida Bude. Budizem Čiste dežele je zelo razširjen in je verjetno najbolj versko usmerjena oblika budizma, saj temelji na prepričanju, da bo vera v Amitabha Budo in recitiranje njegovega imena vernika osvobodila v trenutku smrti in ga ponesla v blaženo Čisto deželo Amitabhe. Ta budovski svet pisni viri opisujejo kot slutnjo ali predokus nirvane. Verniki budizma Čiste dežele veliko zaobljubo Amitabhe, da bo odrešil vsa bitja iz samsare, vidijo kot univerzalno učinkovito metodo odrešitve, če ima posameznik le dovolj vere v moč Amitabhove zaobljube in recitira njegovo ime.

##### Bodhisatva
Bodhisatva dobesedno pomeni »razsvetljen obstoj« ali »bitje razsvetljenja« (bodhi pomeni »razsvetljen«, sattva pa obstoj), pri alternativnem sanskrtskem črkovanju (-satva) pa izraz pomeni »herojsko bitje, ki stremi k razsvetljenju«. Bodhisatva običajno označuje osebo, ki hodi po poti budovstva in je pogosto tudi sama polno razsvetljeni buda (sanskrt: samyaksaṃbuddha). Teravadski budizem izraz večinoma uporablja za prejšnje inkarnacije Gavtama Bude, a tradicionalno priznava in spoštuje tudi pot bodhisatve kot se pojavlja v mahajanskem budizmu.
Mahajanski budizem v glavnem temelji na poti bodhisatve. Po mnenju Jana Nattierja je bil izraz mahajana na začetku celo častna sopomenka za bodhisatvajano (sanskrt: bodhisattvayāna) ali »voz bodhisatve«. Eno izmed zgodnjih in pomembnih mahajanskih besedil, Aštasahasrika pragnjaparamita Sutra (sanskrt: Aṣṭasāhasrikā Prajñāpāramitā Sūtra), vsebuje preprost in jedrnat opis izraza bodhisatva:
Ker je njegov cilj razsvetljenje, se imenuje bodhisatva-mahsattva.
Mahajanski budizem vse pristaše spodbuja, da postanejo bodhisatve in da vzamejo zaobljube bodhisatve. Pri teh zaobljubah posameznik priseže, da bo deloval v prid popolnega razsvetljenja vseh čutečih bitij, tako da bo vadil šest popolnosti (sanskrt pāramitā). Te popolnosti mahajanski nauki navajajo kot: darežljivost (dana), disciplina (šila), potrpljenje ali oproščanje (kšanti), trud (virja), meditacija in modrost (pragnja).

### Vadžrajanske tradicije
Vadžrajanska budistična tradicija se je iz Indije razširila na Kitajsko, v Mongolijo in v Tibet. V Tibetu je bila vadžrajana vedno glavni sestavni del tibetanskega budizma, medtem ko je na Kitajskem predstavljala ločeno šolo, ki je dandanes izumrla, vendar je deloma preživela v elementih japonskih budističnih šol šingon in tendai.
Obstaja več različnih mnenj o tem, kdaj so se vadžrajana in njene tantrične prakse rodile. V tibetanski tradiciji trdijo, da je zgodovinski Šakjamuni Buda poučeval tudi tantro, ki se je zaradi ezoterične narave učenj na začetku širila le preko ustnega izročila, zapisana pa je bila šele dolgo za ostalimi učenji. Starodavna indijska Univerza Nalanda je postala center razvoja vadžrajanskih teorij in je bila vodilni vir budističnih tantričnih praks vse do 11. stoletja n. št. Te prakse, besedila in teorije so nato prenesli na Kitajsko, v Tibet, Indokitajski polotok in v Jugovzhodno Azijo. Kitajska je prejemala indijska učenja, vključno s tantričnimi praksami, do 11. stol. n. št., medtem ko tibetanski budizem večinoma izvira iz nalandske tradicije iz poznega 9. do 12. stol. n. št.. Uničenje budistične univerze Nalanda leta 1193 pomeni konec institucionalne organiziranosti budizma v Indiji, čeprav so maloštevilne preživele skupine menihov vztrajale še kakšno stoletje.
V eni izmed prvih večjih sodobnih akademskih razprav o vadžrajani, profesor fairfieldske univerze, Ronald M. Davidson, zatrjuje, da je bil pojav vadžrajane deloma posledica spreminjajoče se politične klime v Indiji. S propadom guptske dinastije je imel budizem v tem vse bolj razdrobljenem političnem okolju težave privabljati pokrovitelje, zato je bolj do izraza prišlo laično/ljudsko budistično gibanje pod vodstvom raznih sidh. Po približno 200 letih naj bi vadžrajano počasi začeli integrirati v samostansko budistično ustanovo.
Vadžrajana je združila in razvila raznolike elemente; nekateri izmed teh so obstajali že stoletja pred tem. Poleg mahajanskih besedil, vadžrajanski budisti poznajo obsežen korpus budističnih tanter—nekatere najdemo tudi v kitajskih in japonskih zbirkah budistične književnosti, določene različice pa celo v palijskem kanonu.

## Budistična besedila
Raznolikost budističnih svetih spisov in drugih besedil je zelo velika. Razne budistične šole ne pripisujejo preučevanju svetih besedil enake pomembnosti. Nekatere šole cenijo določena besedila kot religiozne predmete čaščenja, druge šole pa zavzemajo bolj akademski pristop. Tradicionalna budistična besedila so večinoma napisana v jeziku pali, tibetanščini, mongolščini in v kitajščini. Nekaj besedil še vedno lahko najdemo tudi v sanskrtu in v budističnem hibridnem sanskrtu. Leta 2009 je ustanova Khyentse Foundation osnovala projekt »84000: Translating the Words of the Buddha«, katerega namen je prevesti tradicionalna budistična besedila, še zlasti tibetanski budistični kanon, v sodobne jezike in omogočiti vsem ljudem dostop do njih. Prevajanje besedil temelji na donacijah in sponzorstvu.
Za razliko od mnogih drugih verstev, budizem nima osrednjega besedila, po katerem bi se zgledovale vse tradicije. Kljub temu imajo nekateri preučevalci Vinaja pitako in prve štiri Nikaje iz Sutta pitake za skupno jedro vseh budističnih tradicij. To je lahko zavajajoče, saj so v mahajani ta besedila le pripravljalne narave in ne glavna učenja. Tibetanski budisti sploh niso prevedli večino agam (čeprav jih teoretično priznavajo), ki prav tako nimajo nobene vloge v verskem življenju redovnikov ali laikov na Kitajskem in na Japonskem. Spet druge šole trdijo, da ne obstaja univerzalno skupno jedro. Veličino in zapletenost budističnih kanonov nekateri (vključno z budističnim družbenim reformatorjem B. R. Ambedkarjem) vidijo kot oviro za širše razumevanje budistične filozofije.
Za privržence teravadskega budizma so besedila palijskega kanona končnoveljavna in avtoritativna, medtem ko vera in filozofija mahajanskih budistov večinoma temelji na mahajanskih sutrah ter na mahajanski vinaji. Palijske sutre, skupaj z drugimi tesno povezanimi besedili, preostale šole poznajo kot Agame.
Tekom let je bilo mnogo poizkusov sestaviti sintezo, ki bi vsebovala vsa glavna načela budizma in jih združila v enem besedilu. V teravadi so na primer napisali zgoščene učbenike, ki so združili priljubljene ali vplivne svete spise v en sam zvezek, ki so ga lahko preučevali novici. Kasneje je na Šrilanki Dhammapada velja kot poenoteno besedilo.
Dwight Goddard je v knjigi Budistična biblija zbral vzorec budističnih besedil s poudarkom na zenu, skupaj z drugimi klasikami vzhodne filozofije, kot je Tao Te Čing. Kasneje je dr. Ambedkar poizkušal ustvariti dokument The Buddha and His Dhamma, ki bi združeval budistična načela. Tudi drugi so poskušali sestaviti podobna besedila, vendar do dandanes še ni bilo napisane knjige, ki bi spojila in predstavljala vse budistične tradicije.

### Palijska tipitaka
Palijska tipitaka (dobesedno »tri košare«) se nanaša na Vinaja pitako, Sutta pitako in Abhidhamma pitako. Vinaja pitaka vsebuje disciplinarna pravila za budistične menihe in nune, kot tudi razlage o razlogih za nastanek teh pravih, oporna besedila in doktrinarne razlage. Sutta pitaka vsebuje razprave Gavtama Bude. Abhidhamma pitaka vsebuje material, ki je pogosto opisan kot »sistematične razlage Budovih učenj«.
Palijska tipitaka (sanskrt: tripiṭaka) je edina izmed zgodnjih tipitak, ki so nedotaknjene preživele v izvirnem jeziku. Številne zgodnje šole so imele svoje recenzije tipitake, ki so si bile bolj ali manj podobne. Deli tipitake iz sarvastivada, dharmaguptaka, sammitja, mahasanghika, kašjapija in mahišasaka šol so se ohranili le v kitajskih prevodih. Sodeč po nekaterih virih so imele nekatere zgodnje budistične šole pet ali sedem pitak.
Po opisih iz svetih spisov so kmalu po Budovi smrti zbrali prvi budistični koncil, ki mu je predsedoval menih Mahakašjapa (sanskrt: Mahākāśyapa; pali: Mahākassapa). Namen koncila je bil zbrati Budova učenja. Upali je recitiral vinajo; Ananda, Budov osebni pomočnik, pa je zrecitiral dharmo. Ta besedila so postala temelj tipitake. Zbirko so na začetku poučevali le preko ustnega izročila (v obliki petja), zapisali pa so jo šele v zadnjem stoletju pr. n. št. Tako Sutre kot tudi Vinaje vseh budističnih šol vsebujejo širok spekter učenj, kot so razprave o dharmi, komentarji in druga učenja, kozmološka in kozmogonična besedila, zgodbe o preteklih življenjih Gavtama Bude ter razne druge tematike.
Veliko snovi v Palijskem kanonu ne izvira le iz teravadske tradicije, temveč predstavlja zbirko učenj, ki jih je ta šola ohranila iz zgodnjega, nesektaškega korpusa naukov. Po mnenju Petra Harveyja vsebuje snov, ki je v protislovju s kasnejšo teravadsko pravovernostjo: »Teravadini so potemtakem morda nekaj časa dodajali besedila v kanon, vendar ne izgleda, da bi spreminjali to, kar so že imeli iz zgodnejšega obdobja.«

### Mahajanske Sutre
Mahajanske Sutre so širok žanr budističnih besedil, ki po mnenju mahajanske tradicije predsavljajo izvorna učenja Bude. Nekateri mahajanski verniki trdijo, da so tako zgodnji nauki (vključno s sarvastivadsko Abhidharmo, ki jo je Nagardžuna kritiziral in ki pravzaprav nasprotuje zgodnji budistični filozofiji) kot tudi mahajanske Sutre pristna učenja Bude, ki so namenjena različnim vrstam ljudi na različnih nivojih duhovnega razumevanja.
Mahajanske Sutre pogosto zatrjujejo, da učijo Budove globlje, naprednejše doktrine, namenjene tistim, ki hodijo po poti bodhisatve. To je pot, razlagajo Sutre, ki temelji na motivaciji za odrešitev vseh čutečih bitij od nesreče; temu primerno je tudi ime šole: mahajana (sanskrt: mahāyāna) ali »veliki voz«.
Mahajanska tradicija pravi, da so mahajanske Sutre nastale v tajnosti, da izvirajo tudi od drugih bud ali bodhisatev ali pa, da izvirajo iz ne-človeških svetov, saj jih ljudje tistega časa še niso bili sposobni razumeti:
Nekateri izmed naših virov branijo avtentičnost določenih drugih besedil, ki jih ni v kanonih teh šol (zgodnjih šol). Ta besedila v kasnejši šoli—ne v eni izmed osemnajstih, ki si lastijo naziv mahajana, »veliki voz«—veljajo za pristna. Po mnenju mahajanskih zgodovinarjev ta besedila zgodnje budistične šole niso poznale, vendar jih je Buda kljub temu učil. [Budovi] pristaši na zemlji, sravake (»učenci«), niso bili dovolj vešči, da bi jih lahko razumeli, zato teh učenj niso prejeli, da bi si jih zapomnili, temveč so jih prejela razna nadnaravna bitja in jih ohranjala na krajih kot je svet zmajev.
V sanskrtu in v kitajskih ali tibetanskih prevodih je preživelo približno 600 mahajanskih suter. Vrh tega vzhodnoazijski budizem pozna še nekaj suter, ki naj bi, po mnenju učenjakov, izvirale iz Kitajske, ne pa iz Indije.
Splošen sklep poznavalcev je, da so bila mahajanska besedila napisana od 1. stol. n. št. dalje: »Večje število mahajanskih suter so napisali v obdobju med začetkom našega štetja in 5. stoletjem«, kar je pet stoletij po smrti zgodovinskega Bude. Nekatere izmed teh suter so bile navdihnjene po drugih budističnih besedilih iz 1. stol. pr. n. št. Šele po 5. stol. n. št. so mahajanske Sutre začele vplivati na glavnino budističnih vernikov Indije: »Vendar so izven teh besedil, vsaj v tem obdobju, v Indiji, vedenje [vernikov] motivirale zelo drugačne in na videz starejše ideje ter aspiracije; stare in uveljavljene hinajanske skupine pa so bile očitno edine, ki so jih podpirali.« Ta besedila indijski budisti niso vsesplošno priznali takoj, ko se se pojavila. Podporniki mahajane so tistim, ki so zavračali mahajanske Sutre, nadeli pejorativen vzdevek hinajana.
Le teravadska šola v svoj kanon ni vključila mahajanskih spisov. Ker je sodobna teravadska šola potomka budistične veje, ki se je odcepila in se uveljavila na Šrilanki pred pojavom mahajanskih besedil, lahko najdemo razprave o tem, ali je bila teravada zgodovinsko vključena pod hinajansko oznako. Dandanes je ta oznaka poniževalna in se je ljudje običajno izogibajo...

## Primerjalne študije
Budizem nudi veliko priložnosti za primerjalni študij z raznolikim obsegom tem. Na primer, soodvisen nastanek (Pratitja-samutpada) bi lahko šteli kot prispevek budizma k metafiziki. Poleg tega poudarek budizma na srednji poti ni le edinstven kažipot etike, temveč budizmu, v zgodovinsko budističnih deželah, omogoča tudi miren soobstoj z drugimi verami, običaji in ustanovami. Opravili so tudi že nekatere raziskave o moralnih in duhovnih vzporednicah budizma z drugimi filozofskimi sistemi—na primer z različnimi krščanskimi doktrinami.